# Vestingwerken van Maastricht
De vestigingwerken van Maastricht zijn de vestingwerken of fortificaties van de Nederlands-Limburgse stad Maastricht, gebouwd over een periode van 1500 jaar om de stad en haar inwoners te beschermen tegen vijandige aanvallen.
De stad is vanaf de Romeinse tijd tot na 29 mei 1867 (toen de vestingstatus werd opgeheven) ommuurd en versterkt geweest. Door de eeuwen heen is er voortdurend gebouwd aan wallen, muren, poorten, torens, bastions, rondelen, kroonwerken en andere fortificaties. Grofweg kan men spreken over vier bouwperiodes: de Gallo-Romeinse versterkingen, de vroegmiddeleeuwse versterkingen, de middeleeuwse stadsmuren en de buitenwerken uit de 16e tot 19e eeuw. Eeuwenlang stond de vestingstad Maastricht bekend als het "bolwerk der Nederlanden", een vooruitgeschoven post van de Republiek der Nederlanden.
Hoewel in de 19e eeuw grote delen van de stadsmuren (inclusief alle stadspoorten, op een na) en buitenwerken zijn geslecht, vormen de overgebleven vestingwerken (in totaal ca. 150 objecten met 30.000 m2 muurwerk en 11 km gangenstelsels) een voor Europa unieke staalkaart van een versterkte stad door de eeuwen heen.

## Gallo-Romeinse versterkingen
Archeologen hebben in de omgeving van Hoeve Caestert op de Sint Pietersberg, vlak bij de Belgisch-Nederlandse grens, restanten aangetroffen van een groot Keltisch en/of vroeg-Romeins oppidum uit de derde tot eerste eeuw voor Christus. De kern van dit Oppidum Caestert had een oppervlakte van circa 21 hectare en was aan drie zijden omgeven door muren, palissades en grachten. Aan de oostzijde bood de zestig meter hoge steilrand langs het Maasdal bescherming. De archeologische site ligt grotendeels in het Overbos in de Belgisch-Limburgse gemeente Riemst. Een smalle strook aan de noordzijde ligt op Maastrichts grondgebied. Volgens sommigen zou deze hoogtevesting het Eburoonse Atuatuca kunnen zijn, waar Julius Caesar de Eburonen onder leiding van Ambiorix in 54 voor Chr. verpletterend versloeg. Bewijs voor deze aanname is niet voorhanden.
Rond het jaar 333 na Chr. werd in wat later het centrum van de stad zou worden, in het huidige Stokstraatkwartier, een laat-Romeinse versterking gebouwd met tien torens en twee poorten. Het Maastrichtse castellum (of castrum) bleef waarschijnlijk nog tot de Karolingische tijd in gebruik en diende voornamelijk om de Romeinse Maasbrug, een belangrijke schakel in de Via Belgica, te beschermen. Vermoedelijk in de negende of tiende eeuw werd de muur tot vrijwel op de fundamenten afgebroken. Van de Romeins-Keltische versterkingen resteren thans slechts (ondergrondse) muurfragmenten en funderingen, onder andere in de Museumkelder Derlon en in de pandhof van de Onze-Lieve-Vrouwebasiliek.

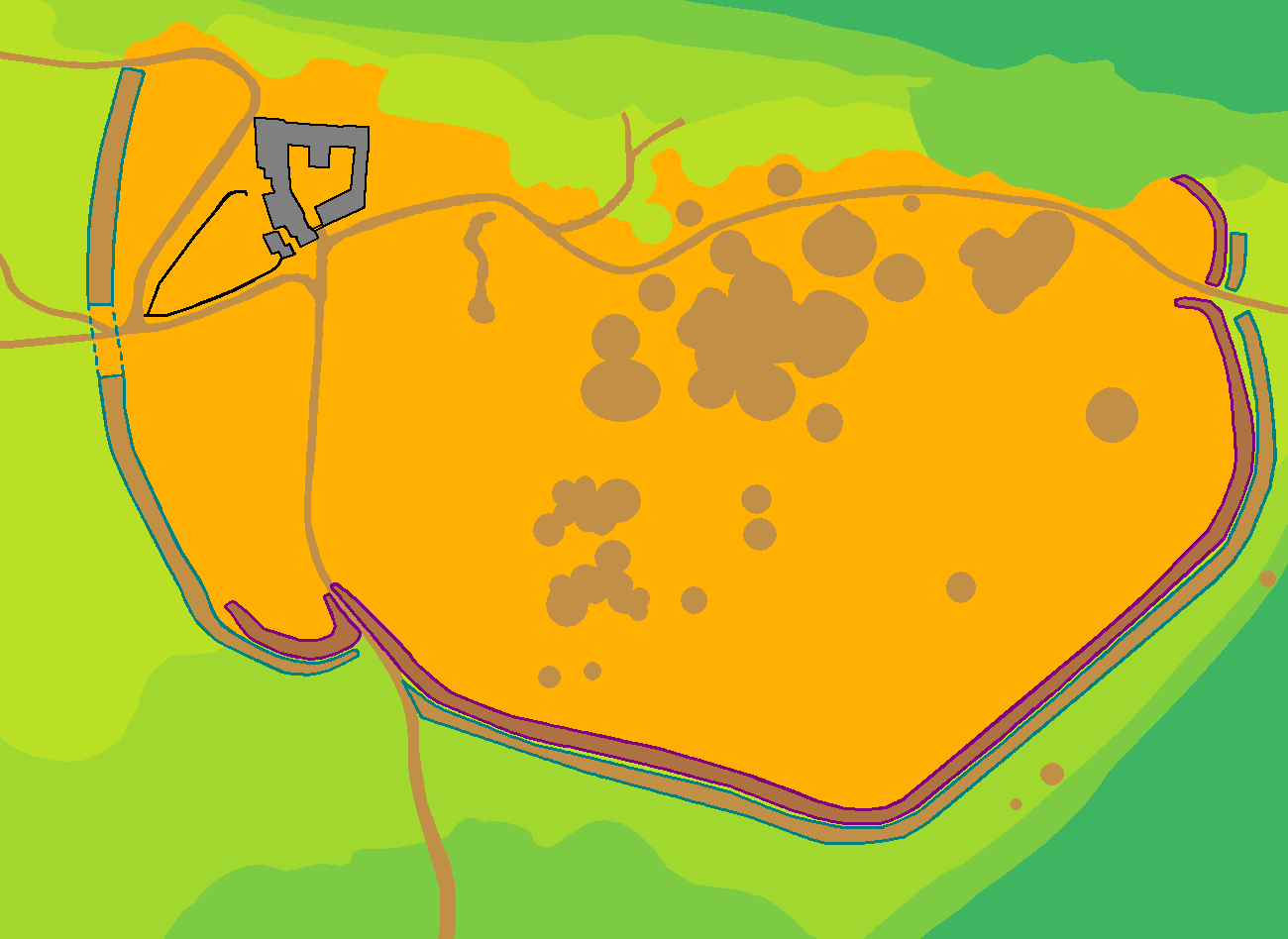
Hoogtevesting Oppidum Caestert
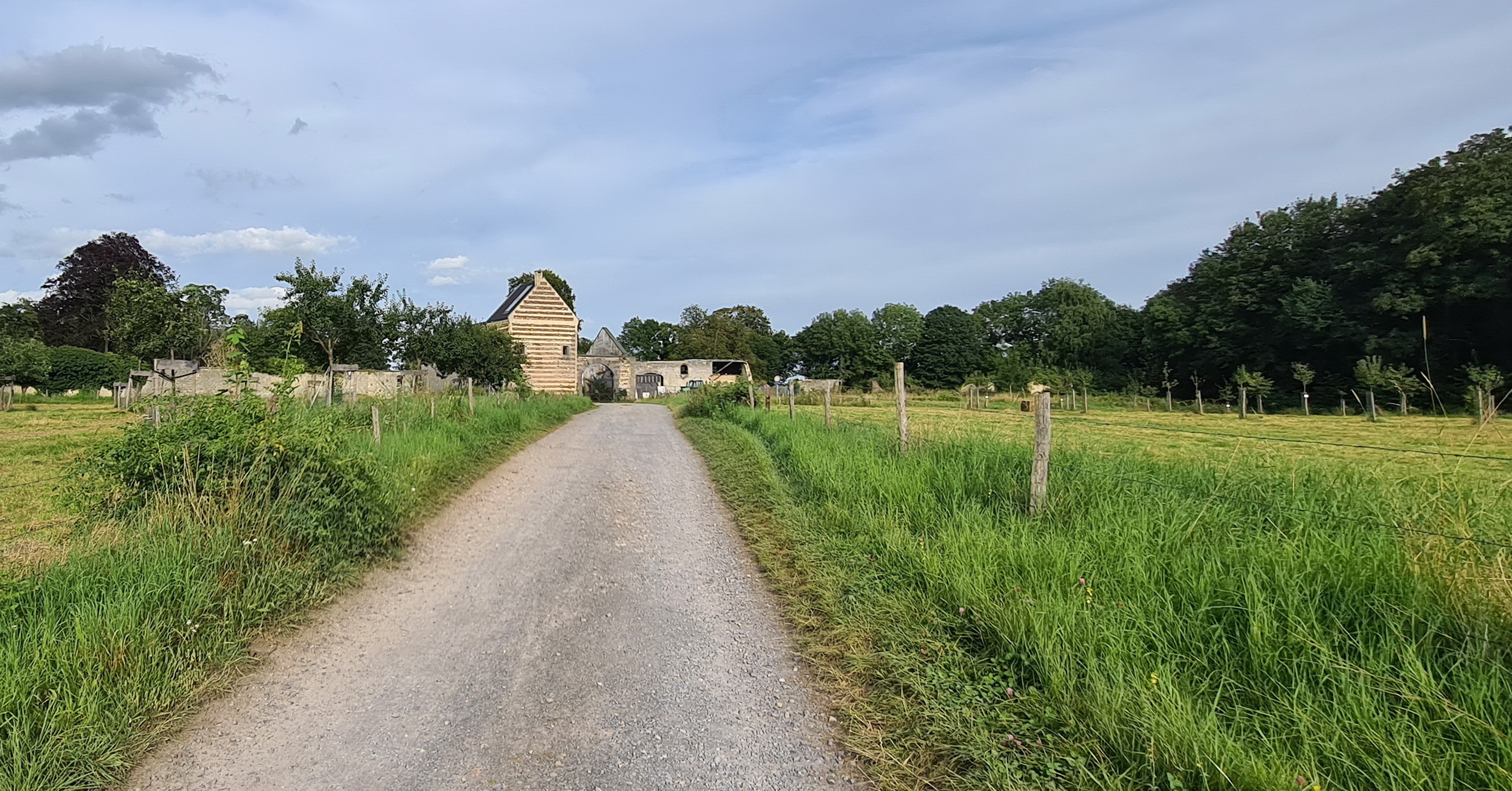
Omgeving Hoeve Caestert St-Pietersberg
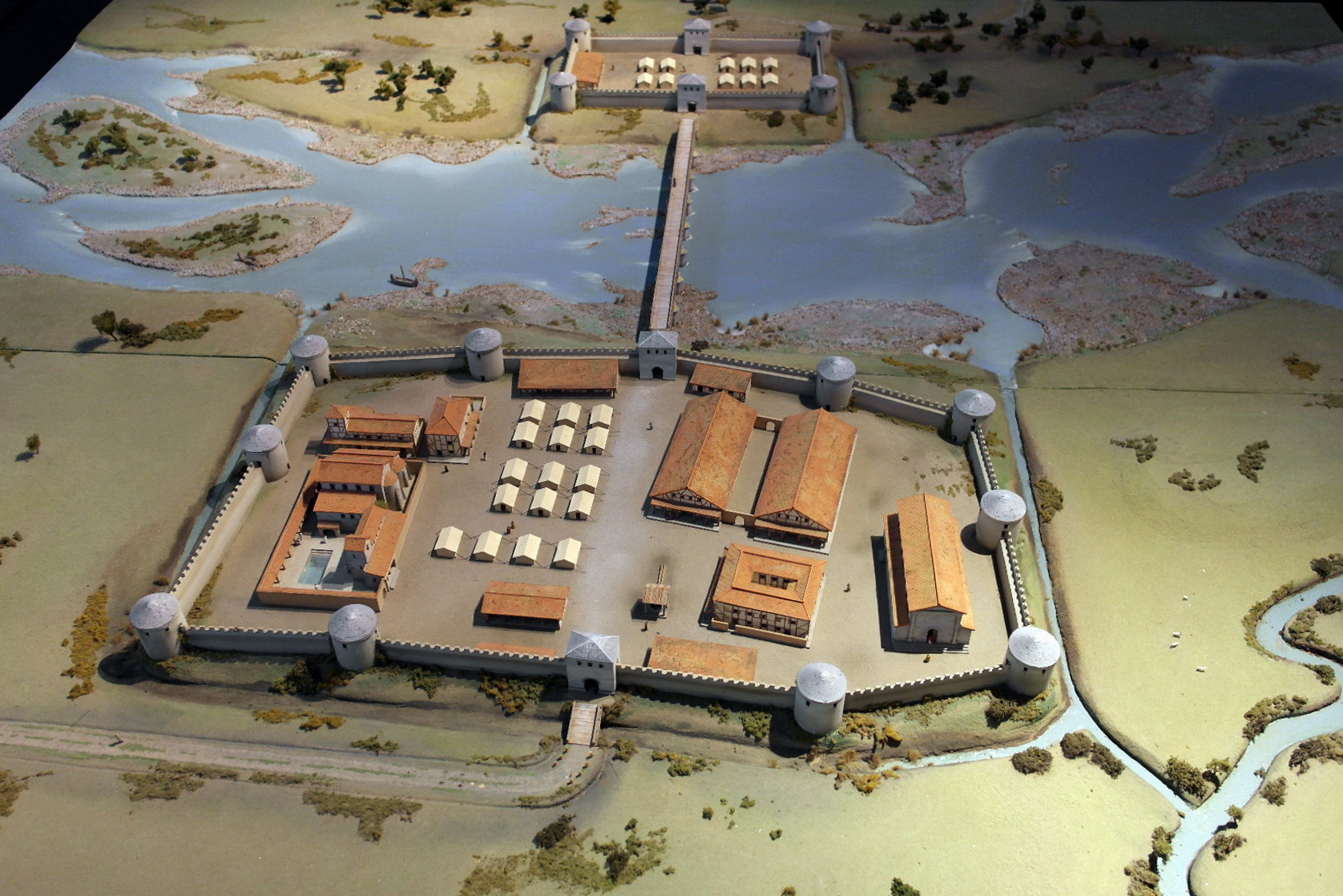
Maquette laat-Romeins castellum
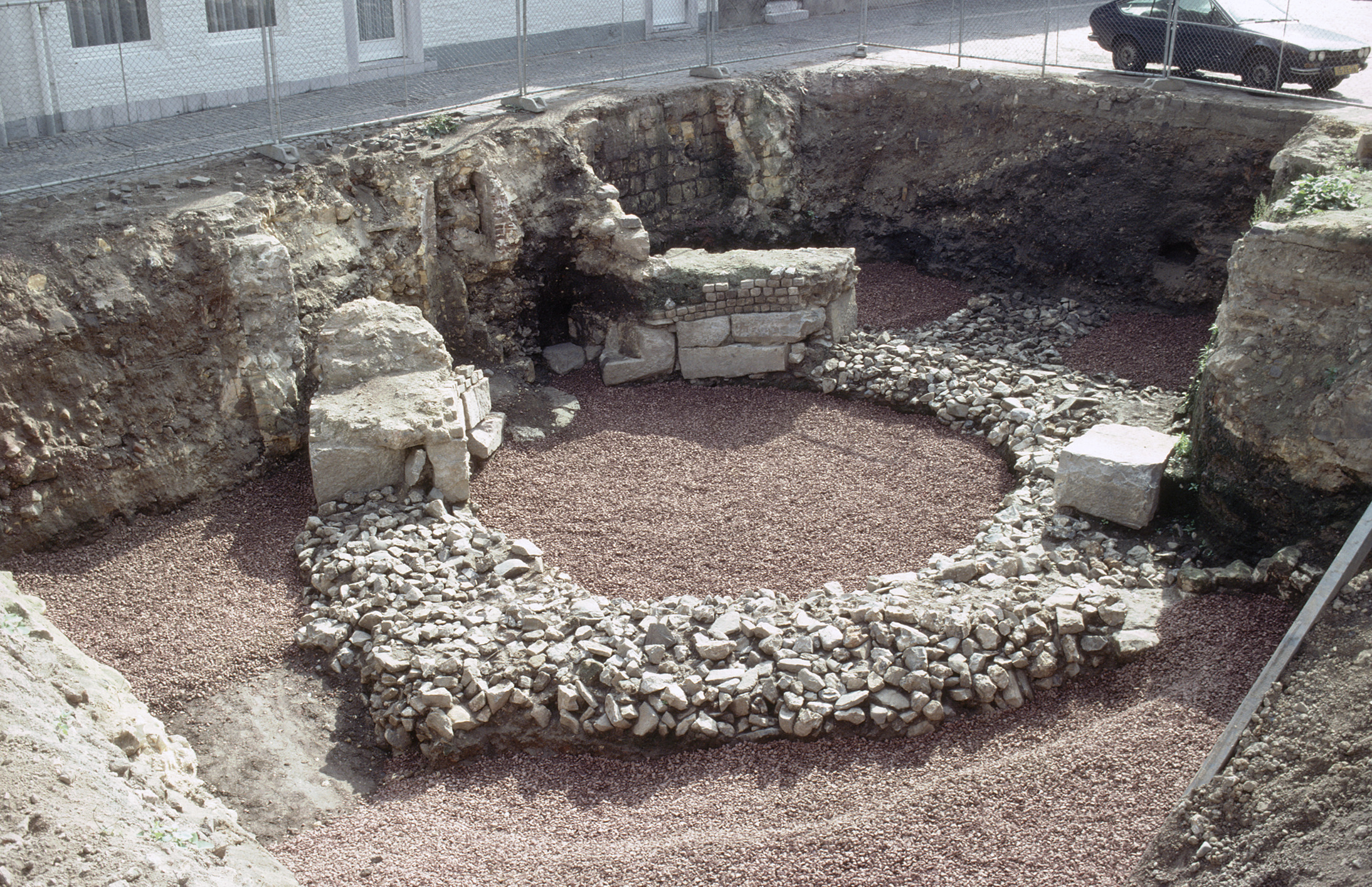
Opgraving castellumtoren, 1982

## Vroegmiddeleeuwse versterkingen

### Karolingische versterking

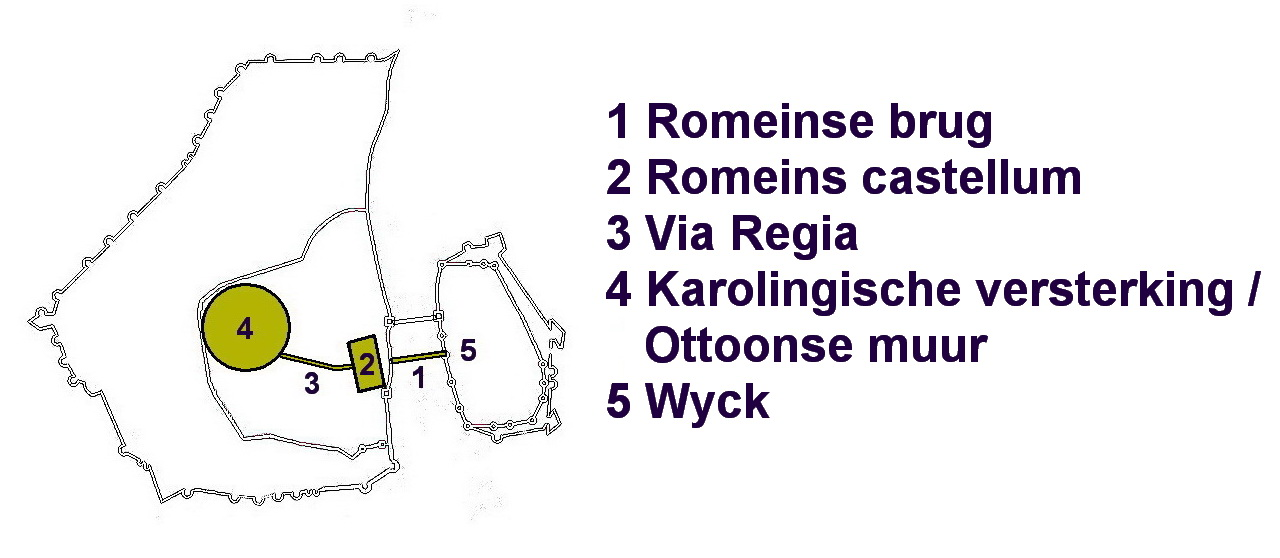
Vroegmiddeleeuws Maastricht met op de linkeroever van de Maas het castellum en de versterking rondom het Sint-Servaascomplex en op de rechteroever de vicus Wyck

Door een aantal historici wordt getwijfeld aan de traditionele opvatting over de vroegmiddeleeuwse ontwikkeling van Maastricht. Deze ging uit van twee kernen (het laat-Romeinse castellum en het gebied rondom de Sint-Servaasabdij), die geleidelijk aan elkaar vast groeiden en pas aan het eind van de hoge middeleeuwen ommuurd werden. Auteurs als Frans Theuws, Piet Leupen en Titus Panhuysen neigen thans naar een visie waarin het castellum een minder belangrijke rol krijgt toebedeeld en een versterkt Sint-Servaascomplex samen met een op de rechter Maasoever in Wyck (vicus) gelegen burgerlijk centrum de hoofdrollen spelen.
Theuws vermoedt dat de ronde uitstulping in de latere stadsmuur de plaats aangeeft van een achtste of negende-eeuwse wal of ringwalburg om de Sint-Servaasabdij. De aanwezigheid van een koninklijke palts in het versterkte gebied, wellicht in 1825 op de zuidoosthoek van het Vrijthof opgegraven, zou die theorie ondersteunen. Verder bestaan er geen tastbare bewijzen voor de vermeende laat-Karolingische versterking.

### Ottoonse muur
Volgens Jocundus, de elfde-eeuwse schrijver van de Actus Sancti Servatii ("handelingen van Sint-Servaas"), bouwde hertog Giselbert II omstreeks 930 in Maastricht een novum murum (nieuwe muur) rondom het monasterium (de Sint-Servaasabdij) en het imperatoris palatium (de keizerlijke palts). Giselbert was van 929 tot 938 hertog van Lotharingen en maakte, volgens Jocundus, van Maastricht zijn hoofdstad. De hertogelijke palts van Giselbert en zijn opvolgers werd wellicht in 1988-1989 opgegraven aan de noordzijde van het Vrijthof, achter het Generaalshuis. Daarentegen is van de Ottoonse muur nog niets teruggevonden, hoewel Theuws de mogelijkheid open houdt dat de opgegraven fundamenten onder het Theater aan het Vrijthof geen palts maar restanten van een vroege stadsmuur betreffen, een suggestie die door Panhuysen wordt afgewezen. Verder zou de middeleeuwse benaming Boichgraeve of Borchgraeve voor de (droge) gracht langs de muur aan de oostzijde van het Sint-Servaascomplex kunnen verwijzen naar een oudere (ring)burgwal op deze plaats, hoewel bij een archeologische opgraving aan de Kommel in 1981 daarvoor geen aanwijzingen zijn gevonden.

## Middeleeuwse stadsomsluitingen

### Eerste stadsomsluiting

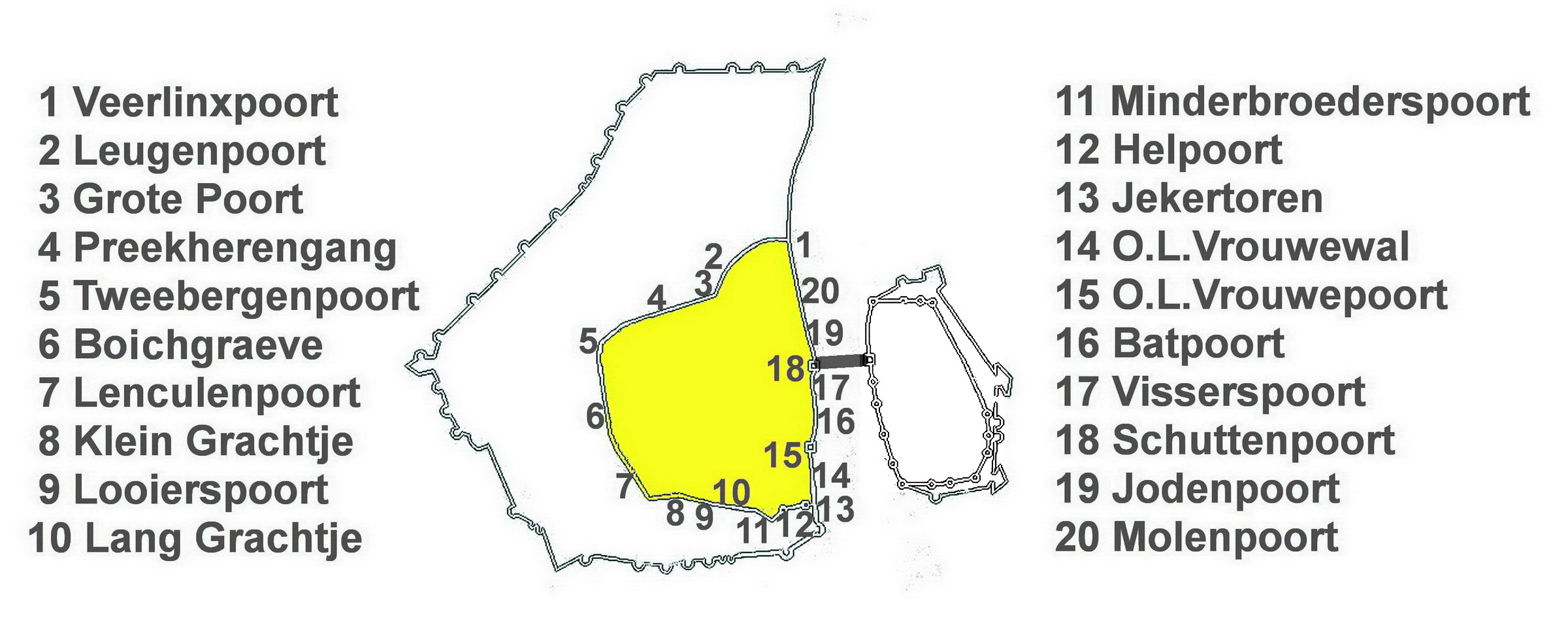
Eerste middeleeuwse stadsmuur met namen van poorten, torens en bolwerken op de linker Maasoever

In 1229 gaf de hertog van Brabant toestemming aan de Maastrichtenaren om een stenen muur ter bescherming van de stad te bouwen. Eerder bestond er al een aarden wal met daarop palissaden, maar deze was door de andere medeheer van het tweeherige Maastricht, de bisschop van Luik, in 1204 verwoest (zie Beleg van Maastricht, 1204). De in het tweede kwart van de dertiende eeuw gebouwde muur bestond voornamelijk uit kolenzandsteen, was 6 à 8 meter hoog en strekte zich op de westelijke Maasoever uit over een lengte van ongeveer 2,5 kilometer. Het riviertje de Jeker fungeerde als zuidelijke stadsgracht.
De eerste omsluiting van het stadsdeel op de linker Maasoever telde dertien poorten, waarvan zes Maaspoorten en zeven 'landpoorten'. Daarbij zijn de kleinere, tijdelijke doorgangen (poternes) en de kleinere waterpoorten niet meegerekend. De Maaspoorten zijn alle gesloopt. Van noord naar zuid: Veerlinxpoort, Molenpoort, Jodenpoort, Schuttenpoort, Visserspoort (later vervangen door de Batpoort) en Onze-Lieve-Vrouwepoort. Van de landpoorten is alleen de Helpoort overgebleven. De verdwenen landpoorten zijn, kloksgewijs vanaf de Helpoort: Minderbroederspoort, Looierspoort, Lenculenpoort, Tweebergenpoort, Gevangenpoort en Leugenpoort.
Van de eerste stadsmuur resteren verder de Onze-Lieve-Vrouwewal en Jekertoren langs de Maas (grotendeels herbouwd), enkele grotere muurfragmenten aan het Lang en Klein Grachtje, de Looiershof en de Looiersgracht in het Jekerkwartier, de zogenaamde Boichgraevemuur achter het Sint Servaasklooster, een muurdeel aan de Preekherengang en enkele kleinere muurfragmenten elders in de stad. Ook de straatnamen Grote Gracht en Kleine Gracht herinneren aan verdwenen delen van de oudste middeleeuwse muur.

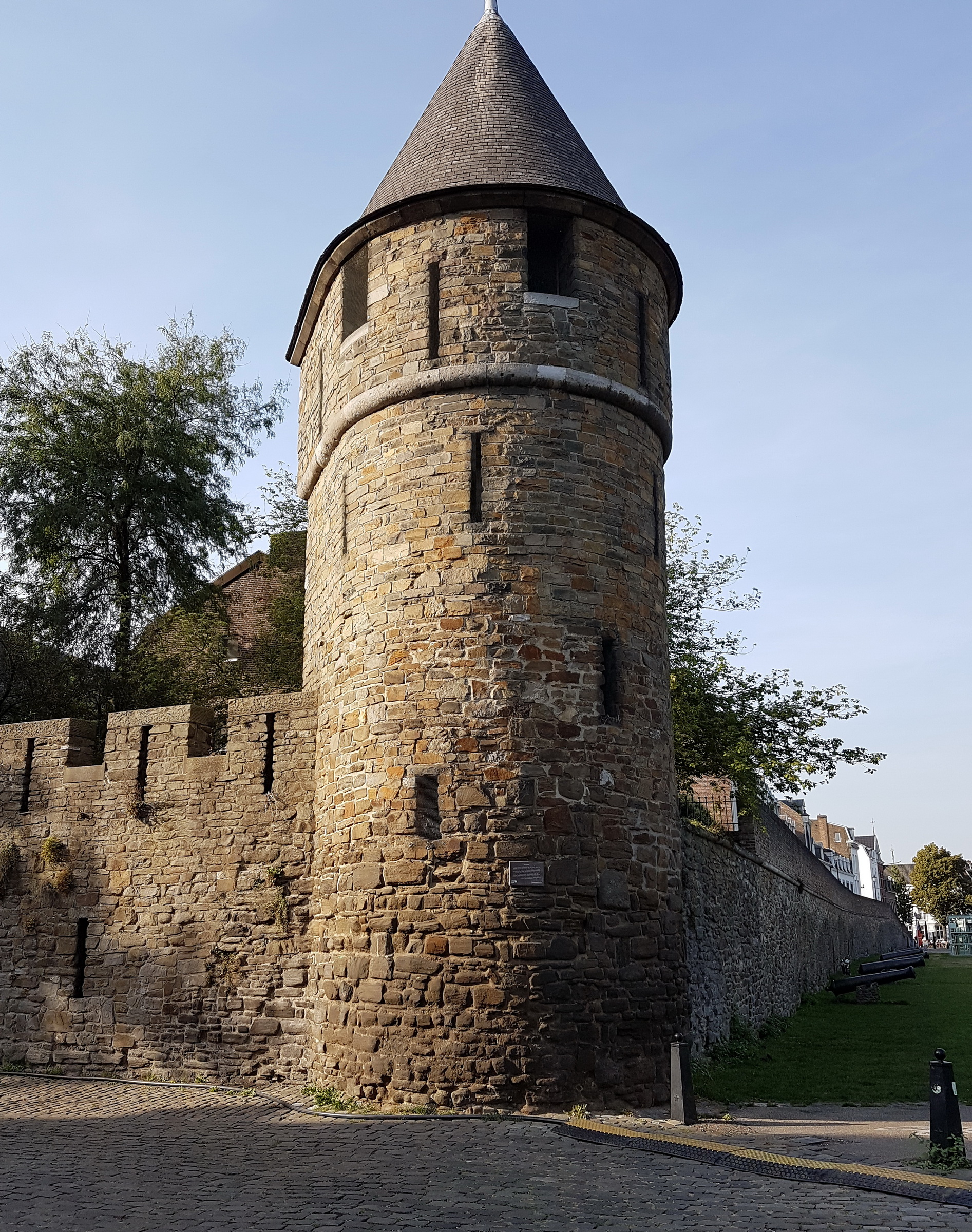
Jekertoren en O.L.V.-wal
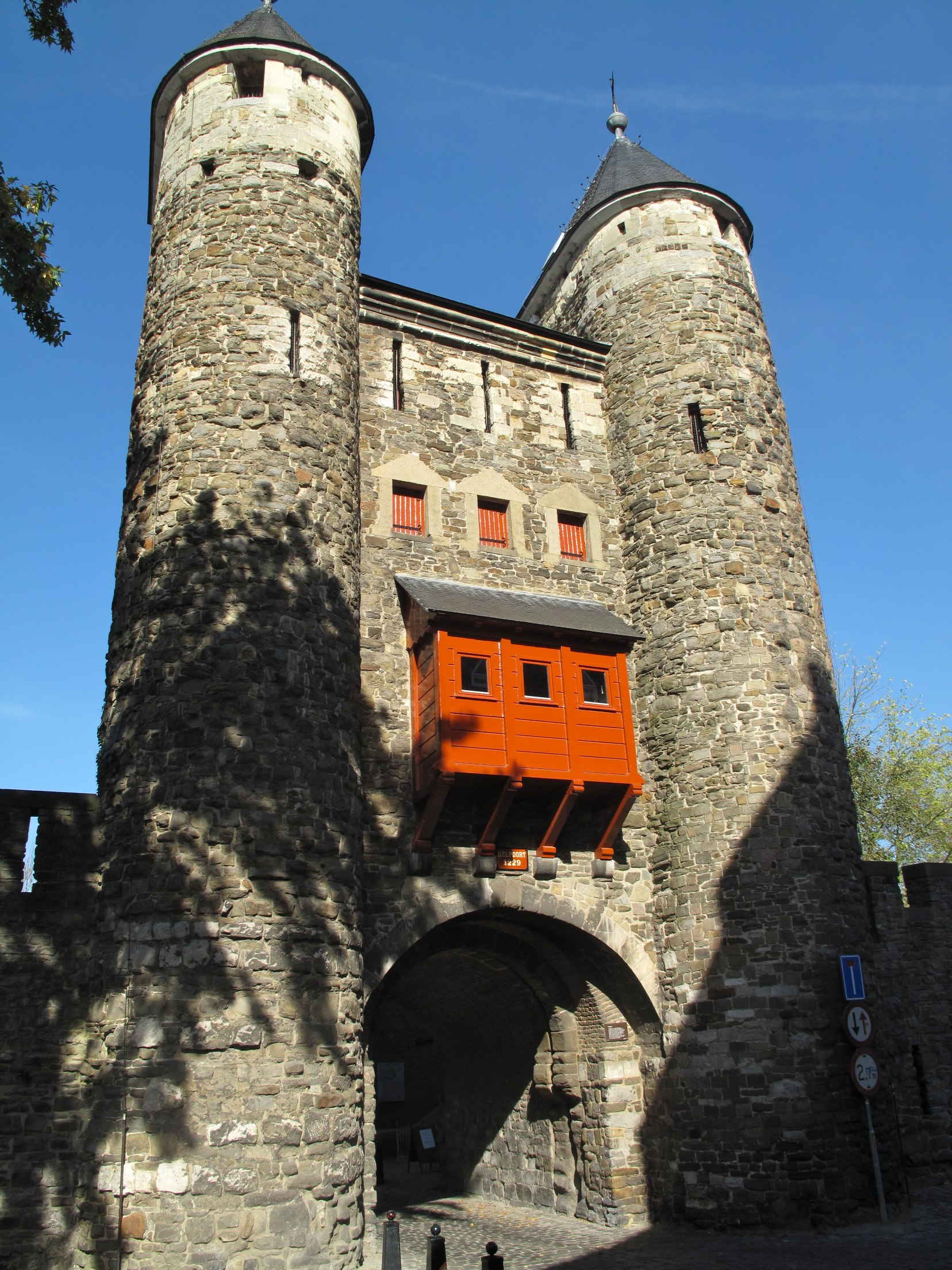
Helpoort
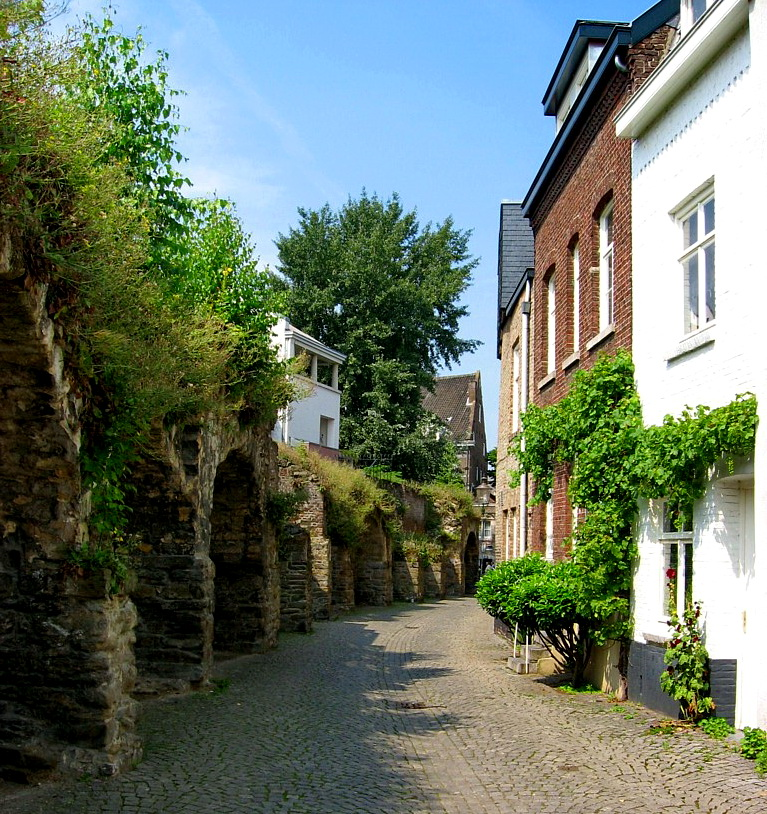
Lang Grachtje
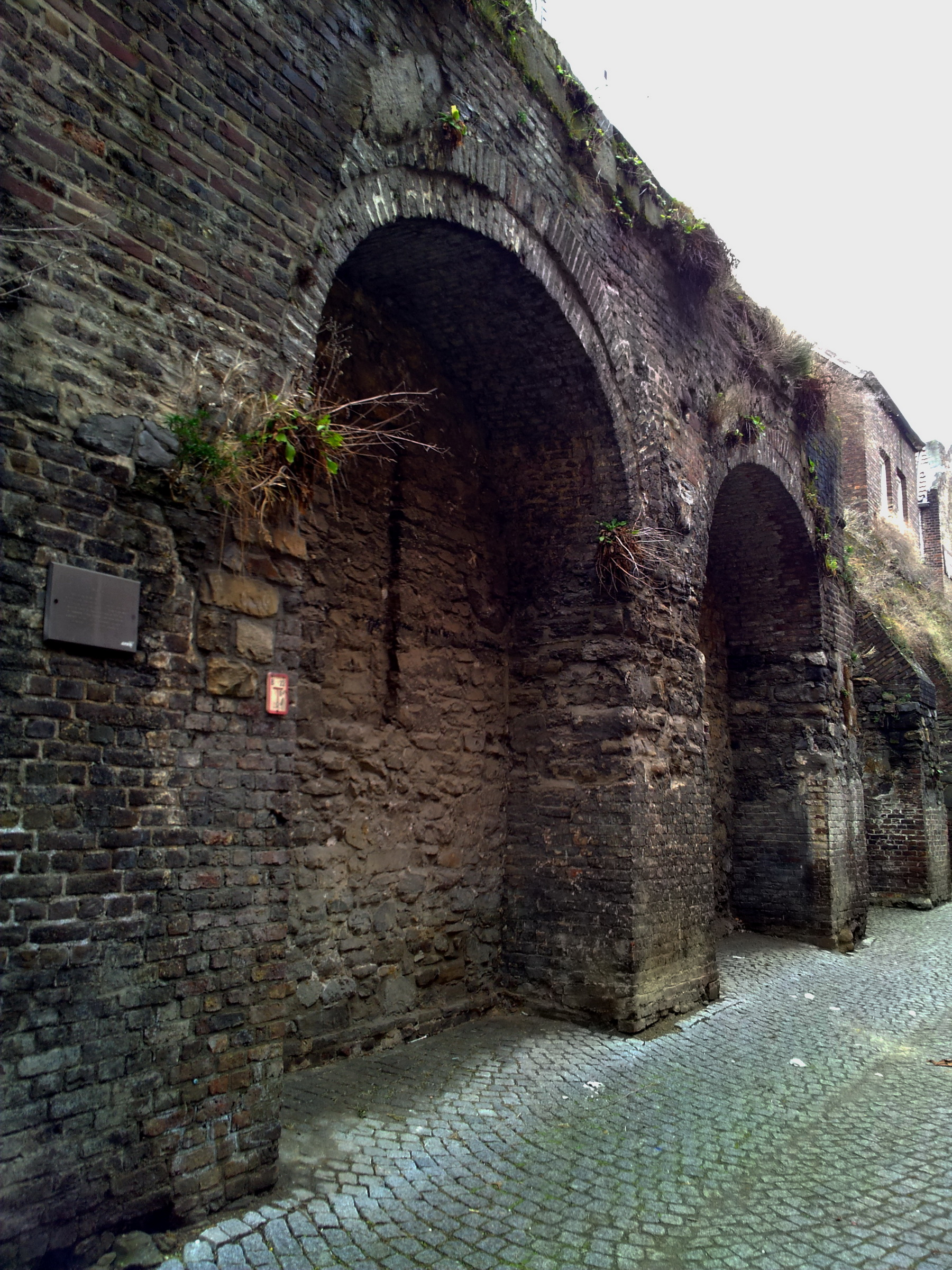
Preekherengang

### Tweede stadsomsluiting

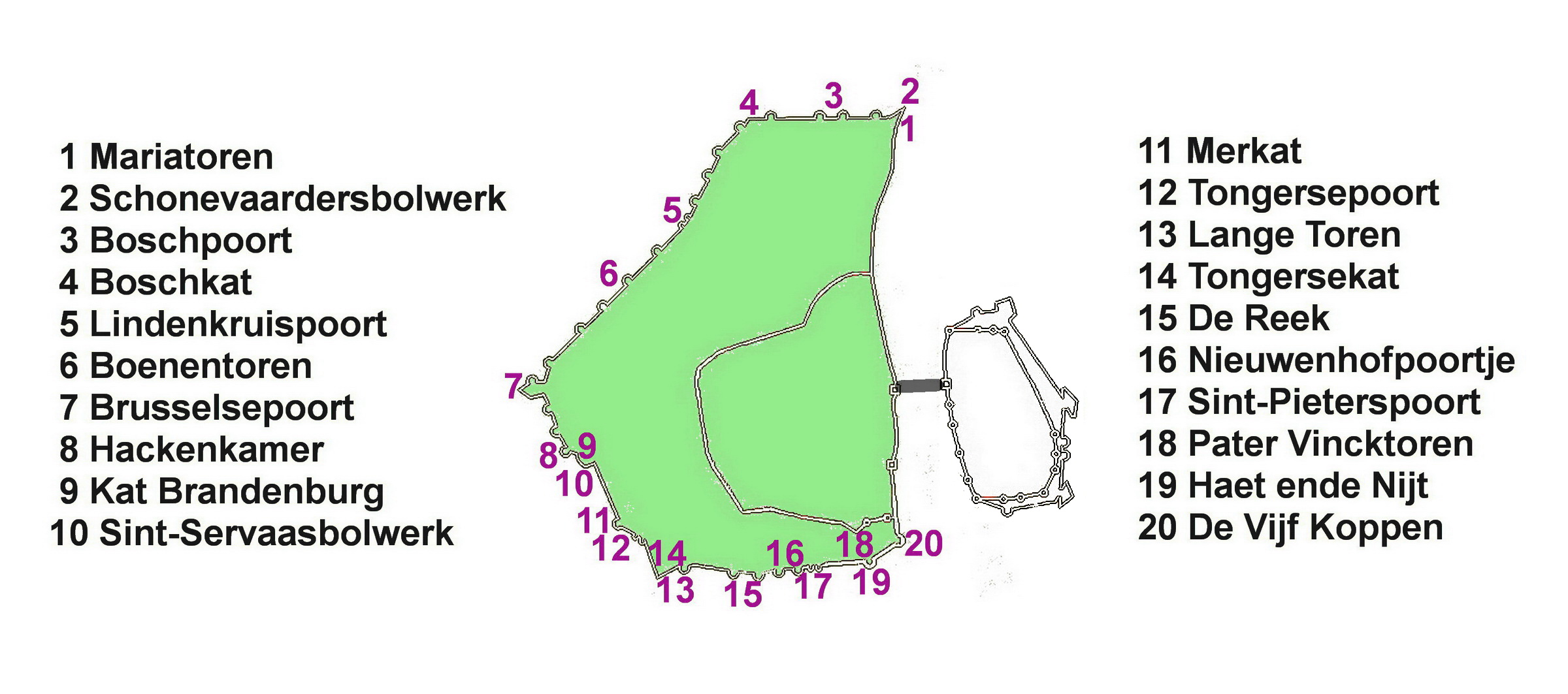
Tweede middeleeuwse stadsmuur met namen van poorten, torens en bolwerken op de linker Maasoever

Langs de uitvalswegen ontstond lintbebouwing, die een obstakel vormde voor de verdediging van de stad. Vanaf 1294 werden deze 'voorsteden' door middel van een nieuwe stadsomsluiting bij het stadsgebied gevoegd. Met de bouw van de tweede middeleeuwse muur verviervoudigde de oppervlakte van de ommuurde stad op de linker Maasoever. De bouw van de tweede muur nam, anders dan bij de eerste muur, ongeveer twee eeuwen in beslag. De nieuwe muur varieerde in hoogte van 6 tot 9 m en had een lengte van 3575 m (plus 850 m bestaande muur langs de Maas en bij de Helpoort). Er bevonden zich ongeveer veertig waltorens en vijf nieuwe stadspoorten in de muur: de Boschpoort, de Lindenkruispoort (na 1676 door een aarden wal ontoegankelijk geworden), de Brusselsepoort, de Tongersepoort en de Sint-Pieterspoort. De oude Onze-Lieve-Vrouwepoort, de Veerlinxpoort en andere al langer bestaande Maaspoorten boden toegang tot de Maaskade. De eerste stadsmuur bleef tot halverwege de 17e eeuw als reserveverdedigingslinie gehandhaafd. In het gebied tussen de eerste en tweede muur vestigden zich diverse kloosters. De 14e-eeuwse stadspoorten werden na het opheffen van de vestingstatus in 1867 allemaal gesloopt. Van de tweede middeleeuwse stadsmuur resteert thans nog in het Stadspark een deel van de zuidelijke stadsmuur met enkele torens (waaronder de grotendeels gereconstrueerde Pater Vincktoren) en de waterpoort De Reek.

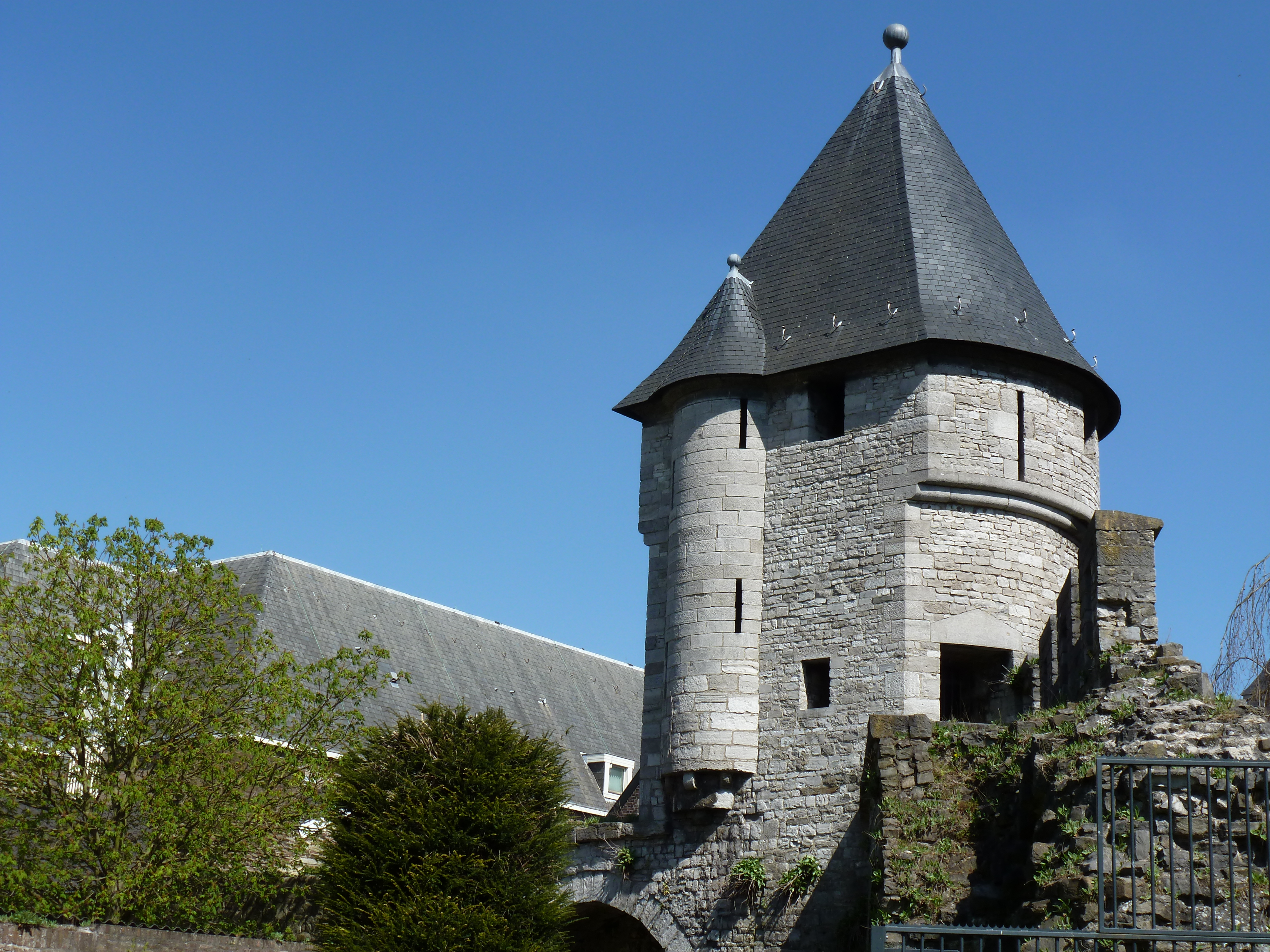
Pater Vincktoren
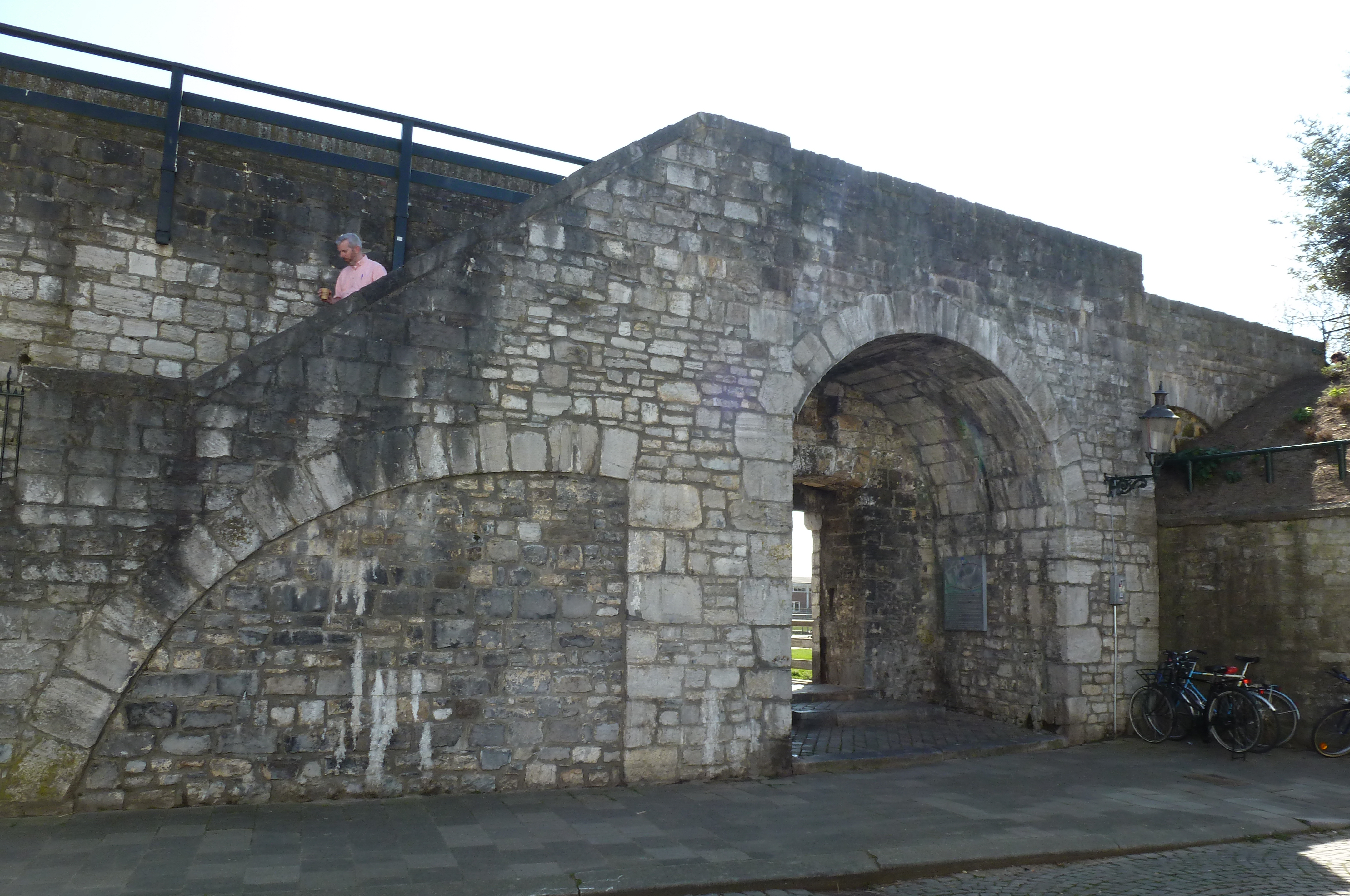
Nieuwenhofpoortje, stadszijde
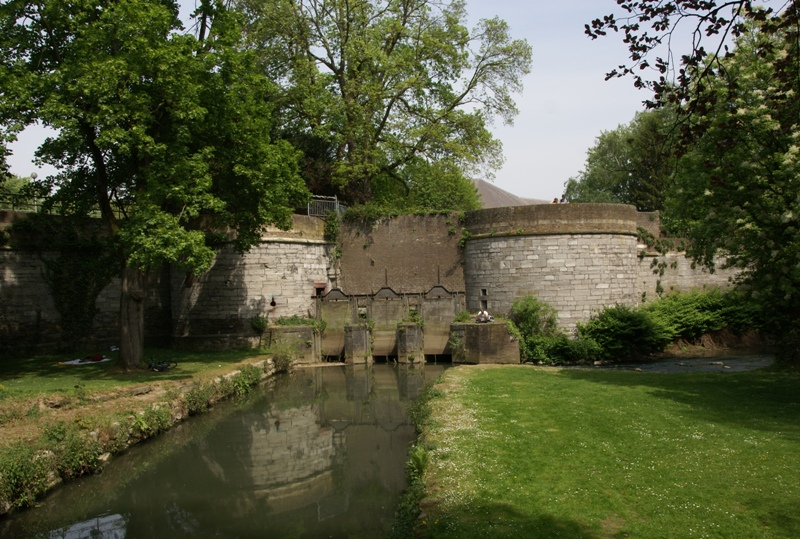
Waterpoort De Reek
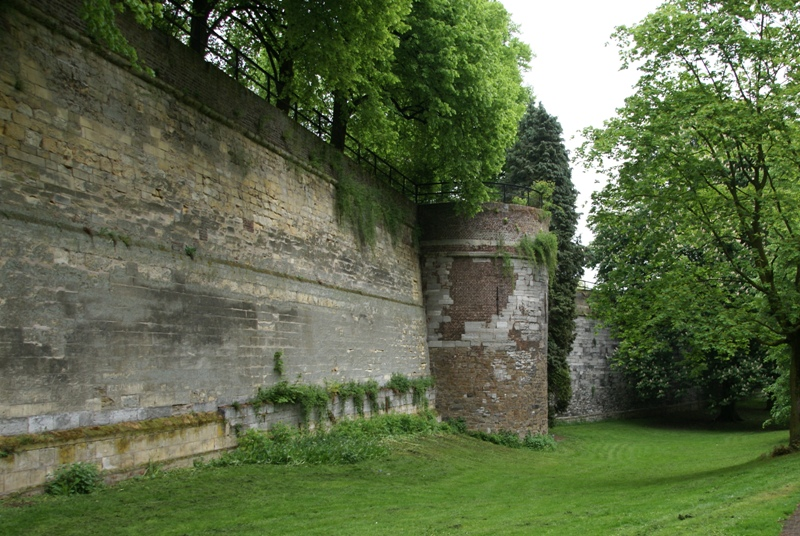
Jezuïetenwal in Aldenhofpark

### Uitbreiding Nieuwstad

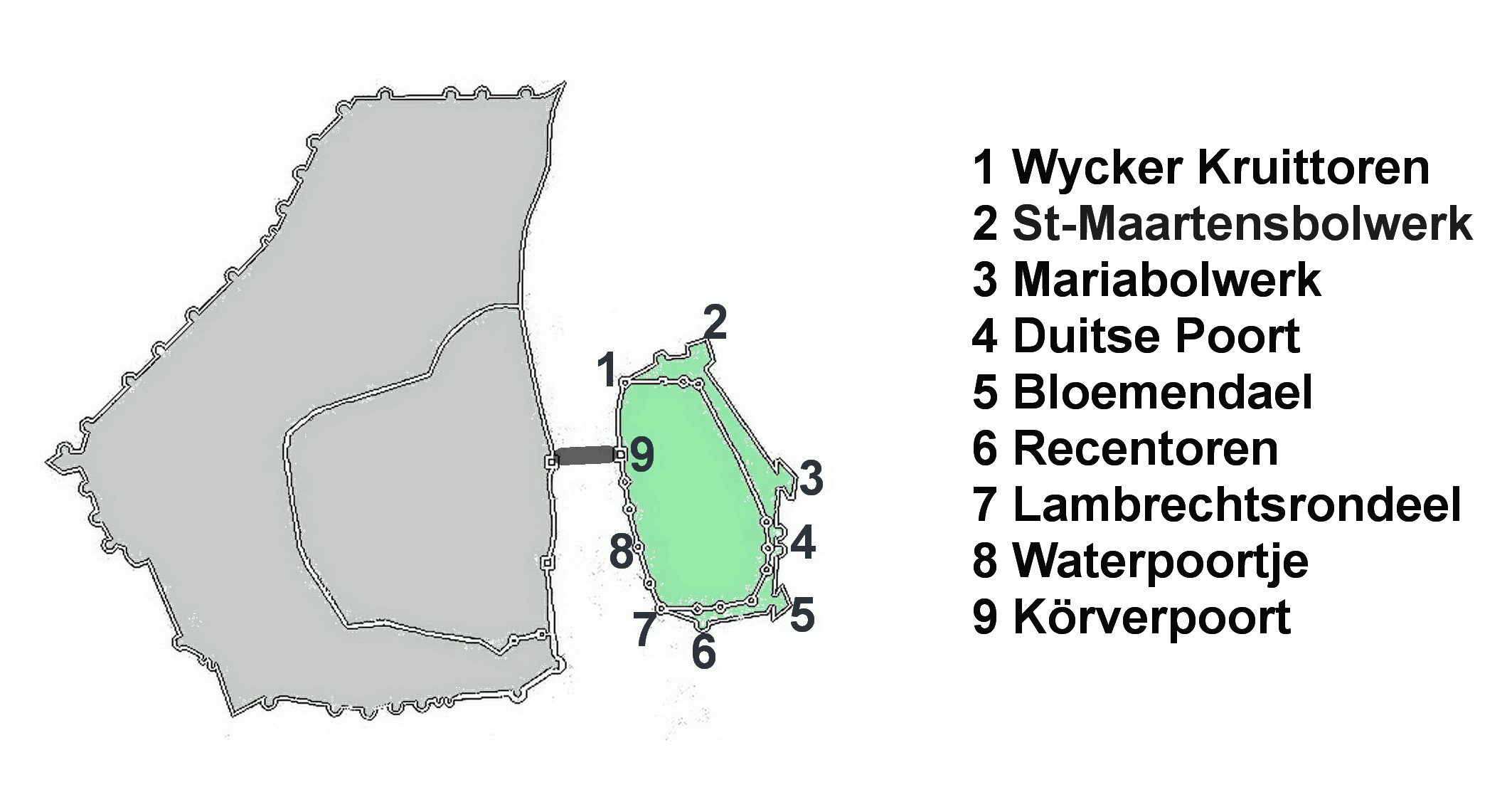
Middeleeuwse stadsmuur van Wyck met namen van poorten, torens en bolwerken

De tweede stadsomsluiting omsloot in eerste instantie nog niet de Nieuwstad, het gebied gelegen buiten de Helpoort, dat tot de Luikse heerlijkheid Sint Pieter behoorde. Eind 15e eeuw werden hier twee aarden bolwerken met een gracht opgeworpen. In 1515-1517 werden de aarden fortificaties vervangen door stenen rondelen, later De Drie Duiven en Haet ende Nijt genoemd. Rond 1550 werden er kazematten in de rondelen gerealiseerd, waar geschut kon worden opgesteld. Na het Verraad van Maastricht (1638) kreeg De Drie Duiven de nieuwe benaming De Vijf Koppen, naar de afgehakte hoofden die hier op een staak waren tentoongesteld. De Poort Waerachtig is geen middeleeuwse stadspoort, maar een 19e-eeuwse constructie in neogotische stijl, bedoeld om de verkeersdoorstroming naar de Nieuwstad te verbeteren.

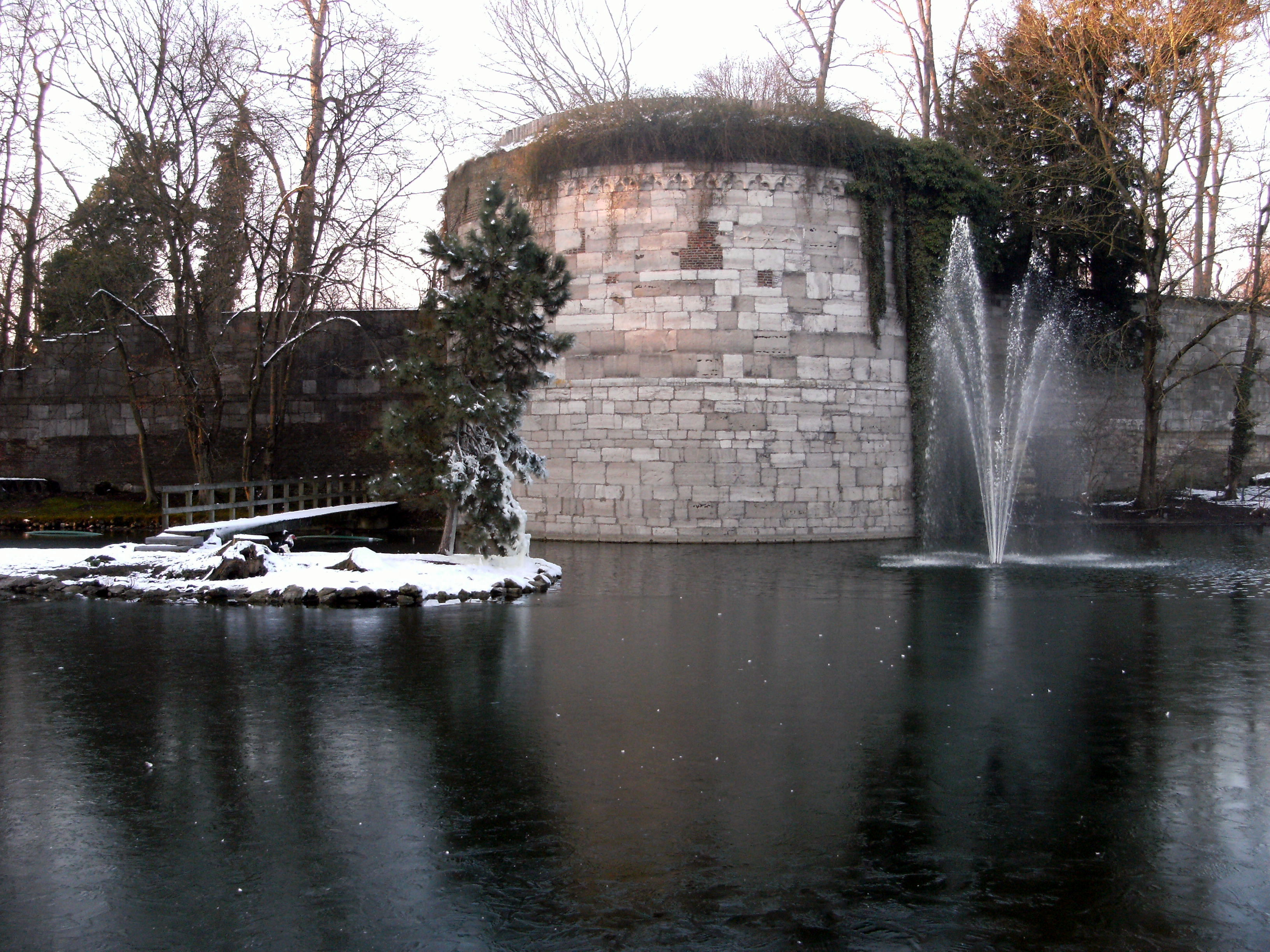
Rondeel Haet ende Nijt
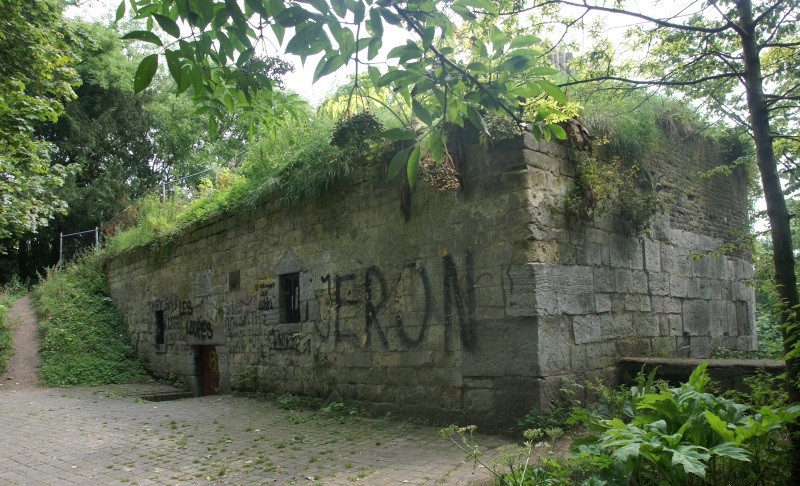
Ingang kazemat Haet ende Nijt
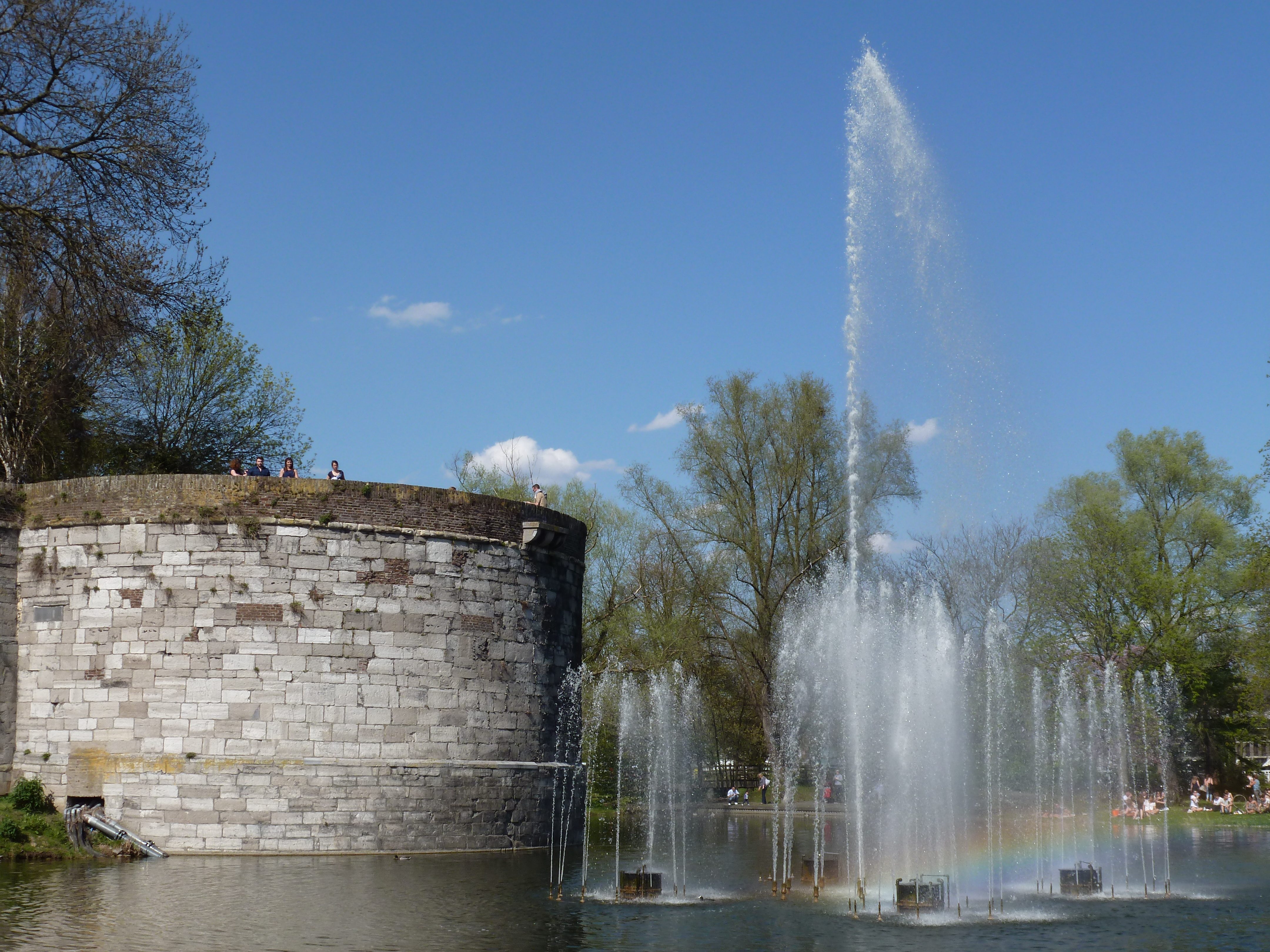
Rondeel De Vijf Koppen
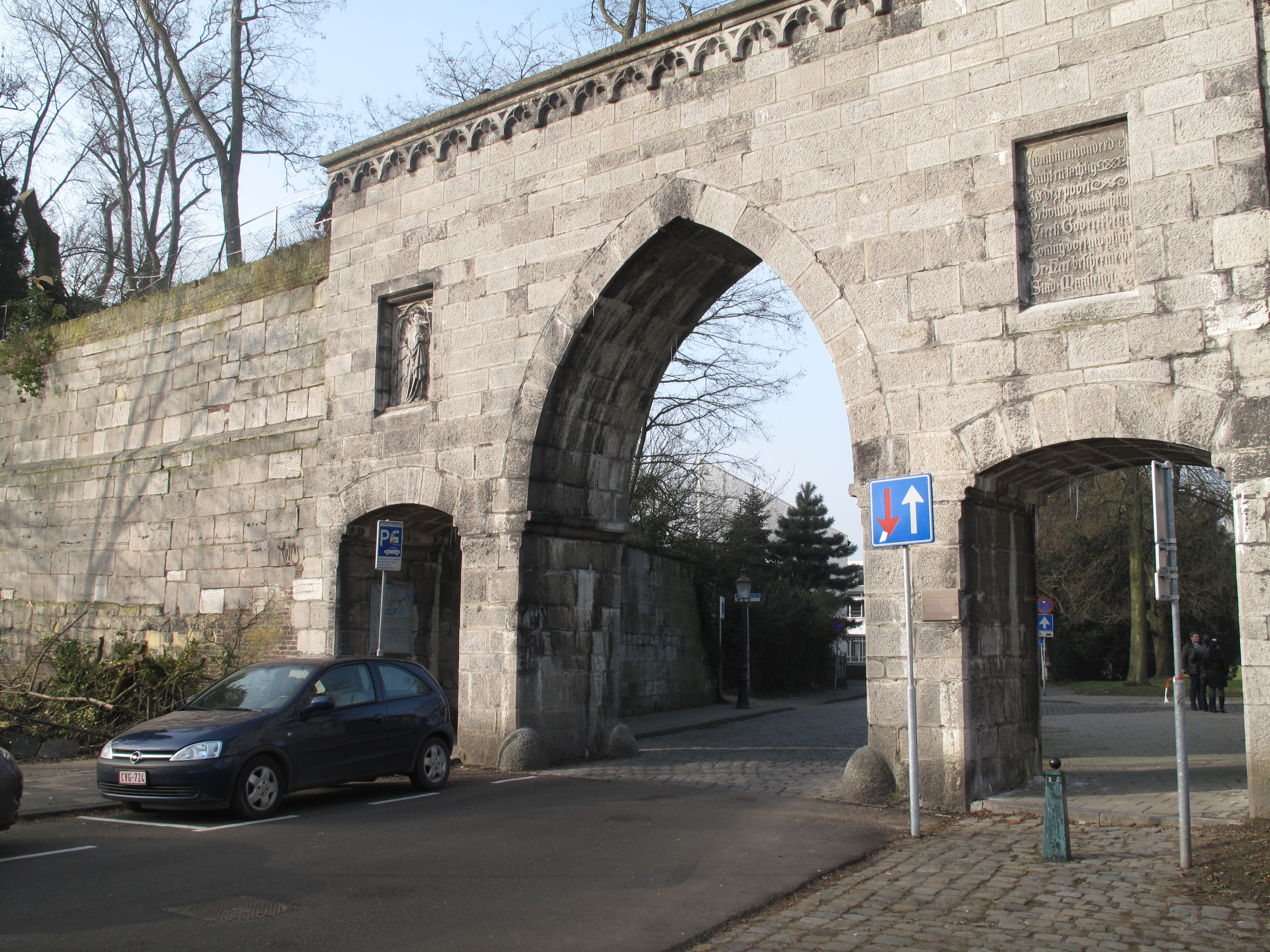
Poort Waerachtig

### Wycker stadsomsluiting
In het oostelijk stadsdeel Wyck liep de bouw van de stadsmuur niet geheel parallel met die aan de andere kant van de Maas. Wyck werd pas na 1318 ommuurd, alhoewel daar toen al minstens een eeuw een aarden omwalling aanwezig was. In de vijftiende eeuw volgde de bouw van een tweede enceinte, die aan deze kant van de Maas een veel geringere uitbreiding betekende. De twee stadspoorten van Wyck waren de Sint-Maartenspoort en de Duitse of Akerpoort. Eerstgenoemde poort werd om diverse redenen enkele malen verplaatst.
De Wycker Waterpoort, de Maaspunttoren, een deel van de Recentoren en een deel van de kademuur langs de Maas (Oeverwal en Stenenwal) zijn de enige zichtbare overblijfselen van de Wycker stadsmuur. Daarbij moet worden opgemerkt dat de Maaspunttoren een gedeeltelijke, en de Waterpoort een volledige herbouw betreft. In het plaveisel van de Avenue Céramique zijn de contouren van het Parmabastion aangebracht.

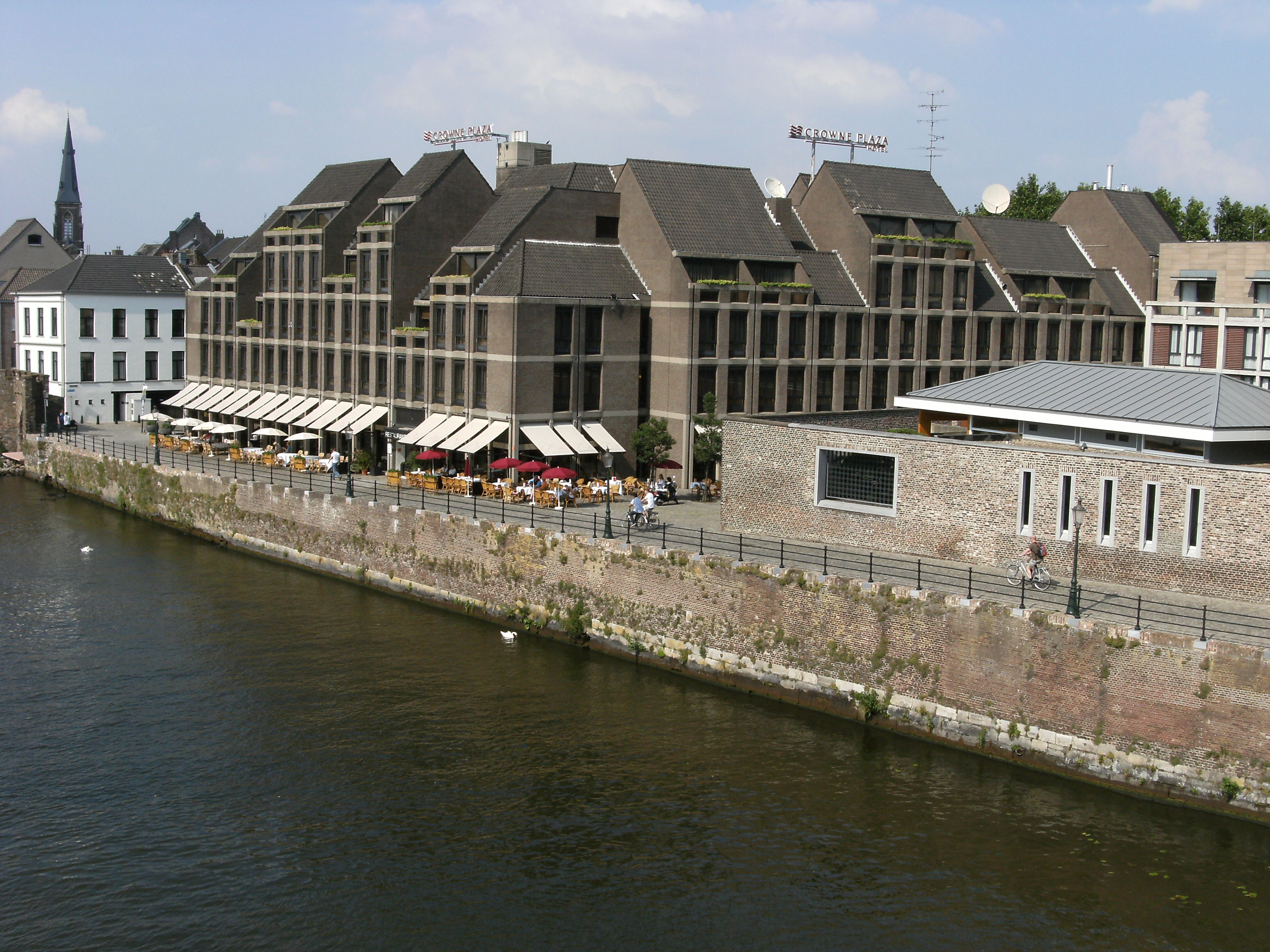
Stenenwal bij Hotel Maastricht
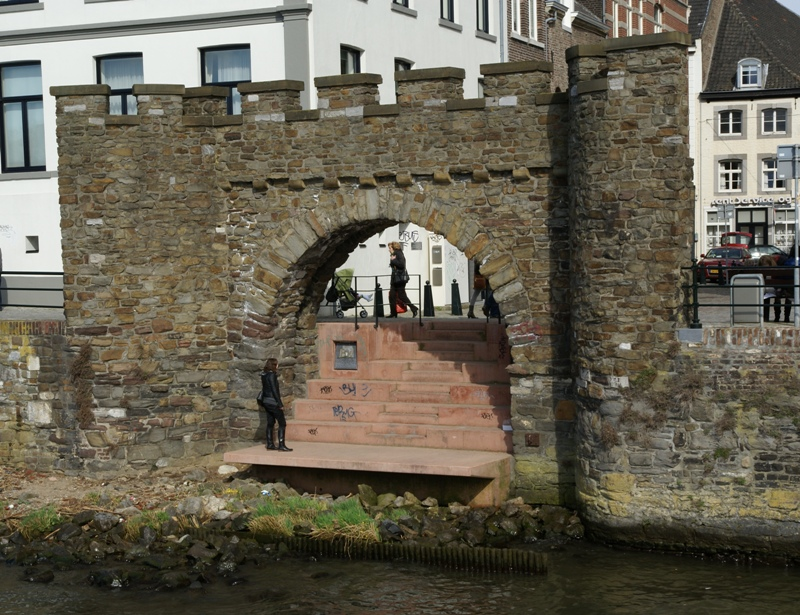
Wycker Waterpoort
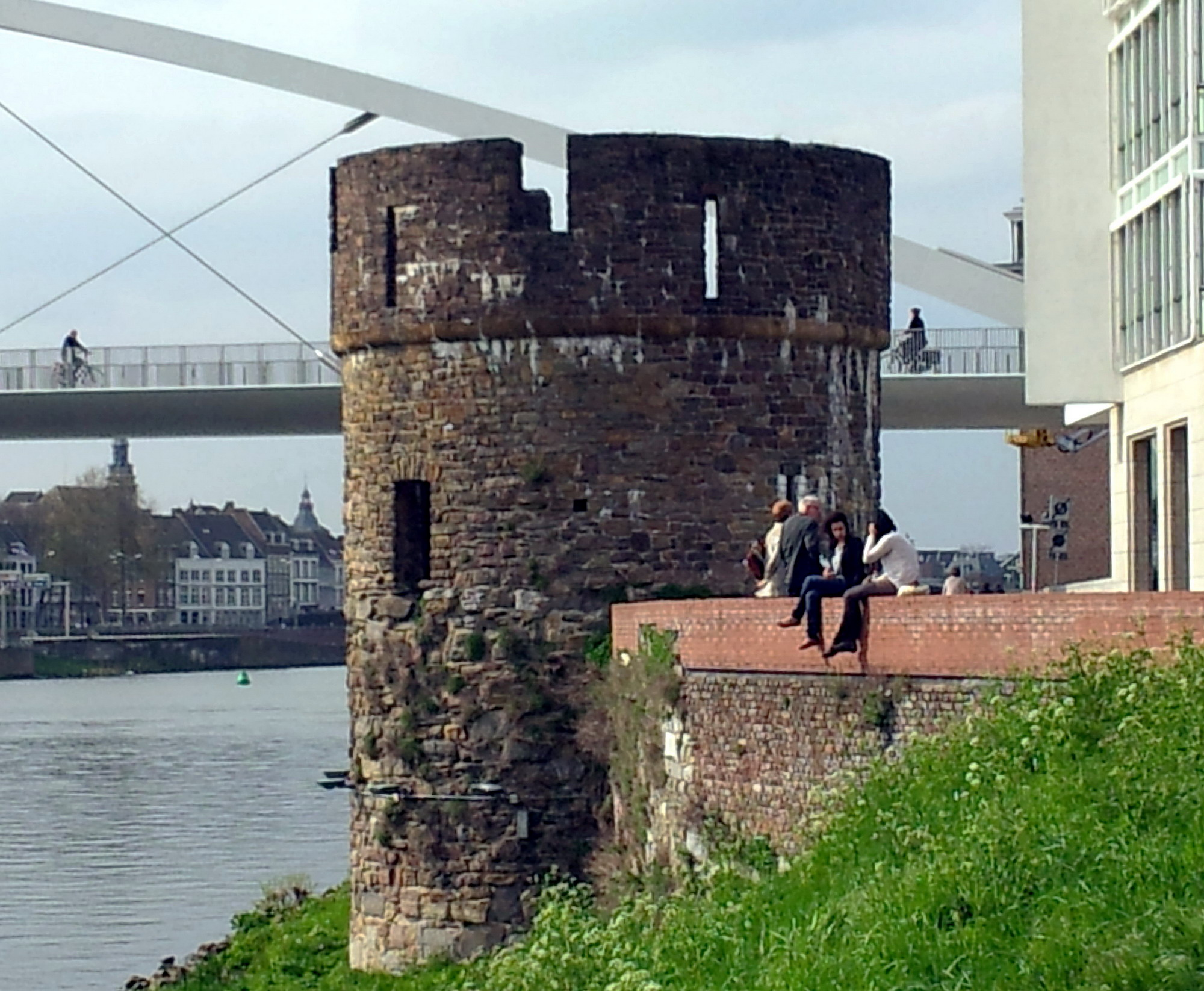
Maaspunttoren
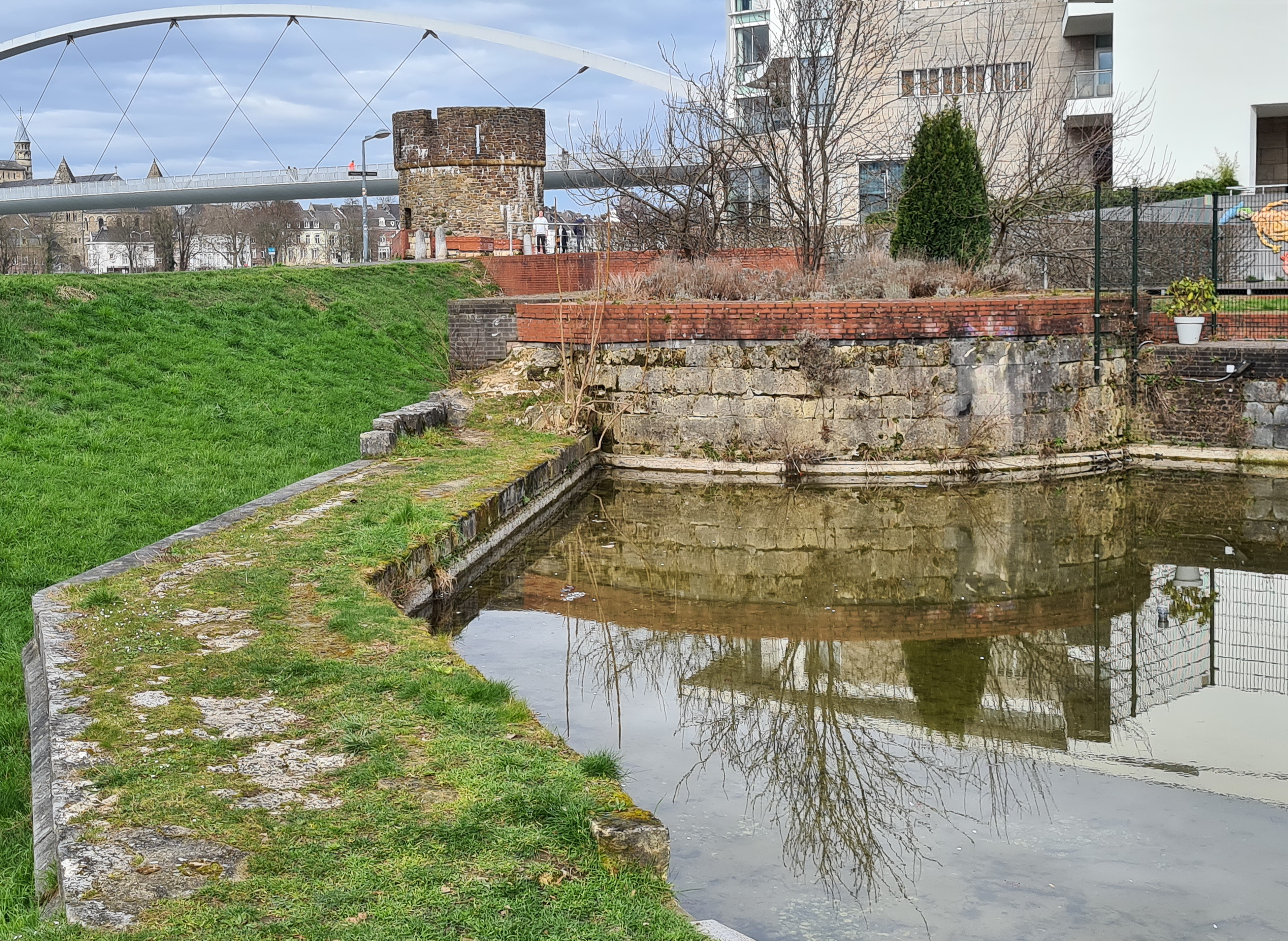
Restant Recentoren

## Buitenwerken

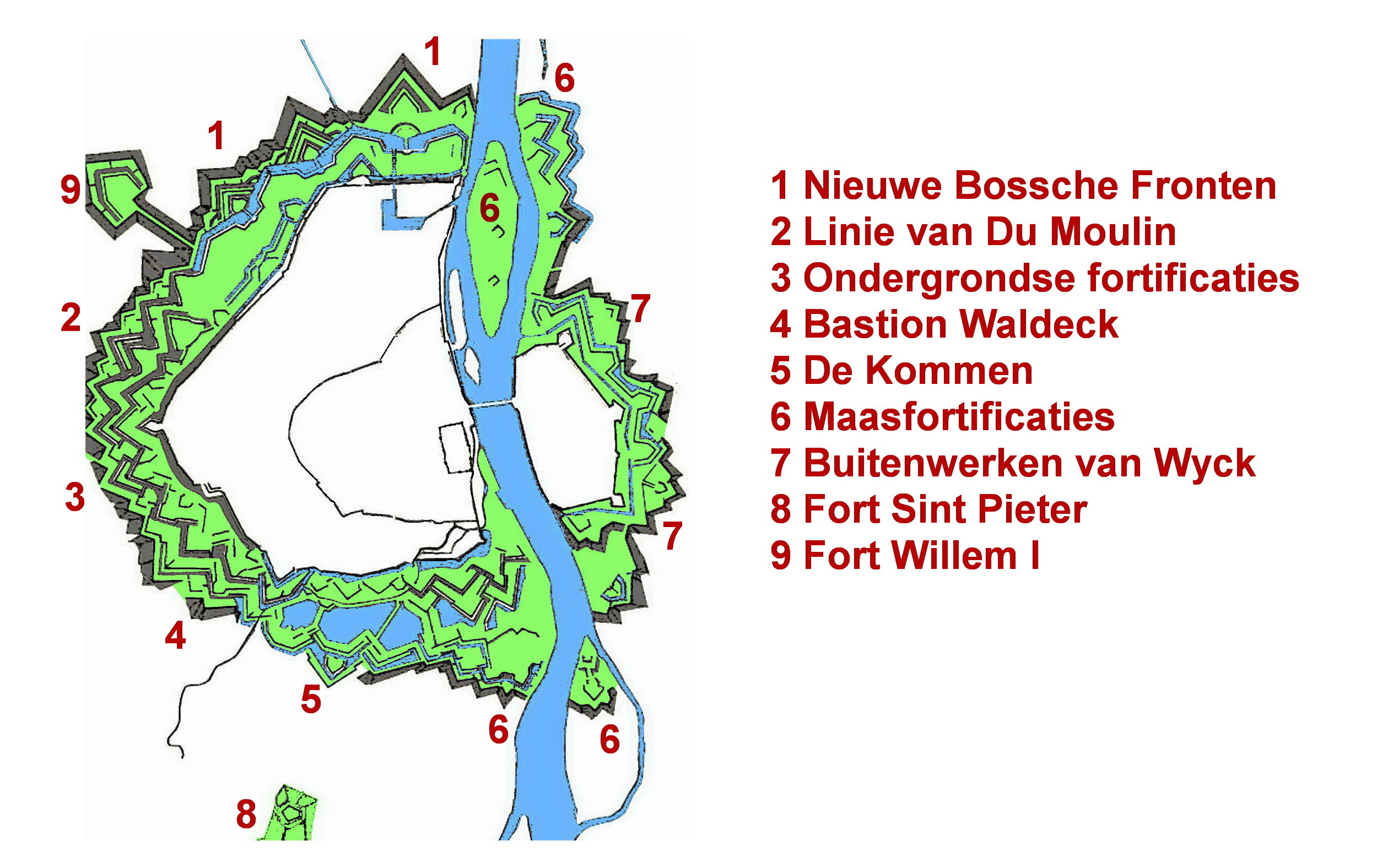
De buitenwerken van Maastricht

Tegen het einde van de middeleeuwen ontwikkelde de oorlogsvoering zich in versneld tempo en boden de stadsmuren op den duur geen weerstand meer tegen het zwaardere geschut. Vanaf de zestiende eeuw werden om die reden buiten de stadsmuren buitenwerken aangelegd die de vijandelijke beschietingen op afstand moesten houden. Vooral in de zeventiende en achttiende eeuw dijde de gordel van bastions, hoornwerken, kroonwerken, lunetten, ravelijnen, kazematten en natte en droge grachten steeds verder uit. Als sluitstuk werden twee forten op de heuvels buiten de stad aangelegd. Van de oorspronkelijke 255 hectare buitenwerken is momenteel nog zo'n 79 hectare over.
De buitenwerken langs de Maas, op de Maaseilanden en op de Wycker oever waren alle "natte werken", waarbij het Maaswater een grote rol speelde. Al deze werken zijn gesloopt, evenals die in het voormalige inundatiegebied De Kommen aan de zuidrand van de stad, waar gebruik werd gemaakt van de Jeker. Op de linkeroever lagen naast "natte" ook "droge werken", met name in hoger gelegen gebieden, waar droge grachten dezelfde functie hadden die natte grachten elders vervulden. De buitenwerken op de linker Maasoever worden meestal aangeduid als Hoge en Lage Fronten. Tot de eerste categorie behoren de Linie van Du Moulin, het Waldeckbastion en de goed bewaard gebleven ondergrondse verdedigingswerken (in Maastricht niet geheel correct "kazematten" genoemd). Van de Lage Fronten zijn aan de noordzijde van de stad nog belangrijke delen over in de Nieuwe Bossche Fronten. De meeste nog bestaande buitenwerken zijn opgenomen in een tweetal parken, het kleine Waldeckpark en het vrij uitgestrekte Frontenpark. De beide bewaard gebleven forten, Fort Sint Pieter en Fort Willem I, zijn eveneens ingebed in een groene omgeving.

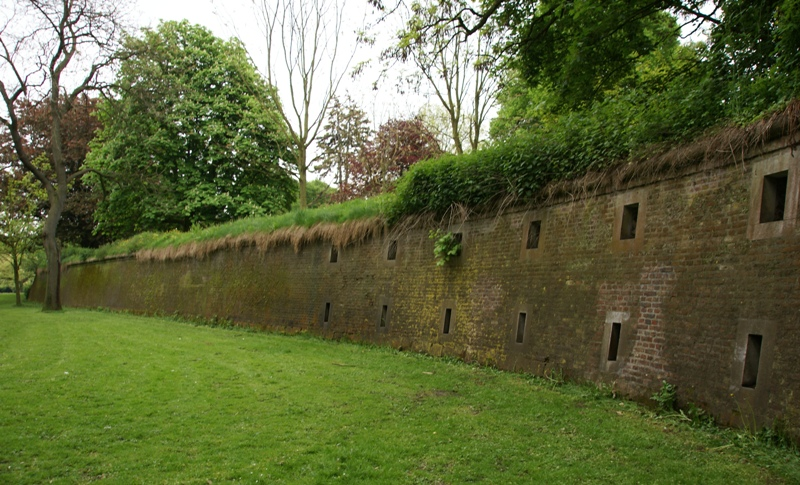
Bastion Waldeck
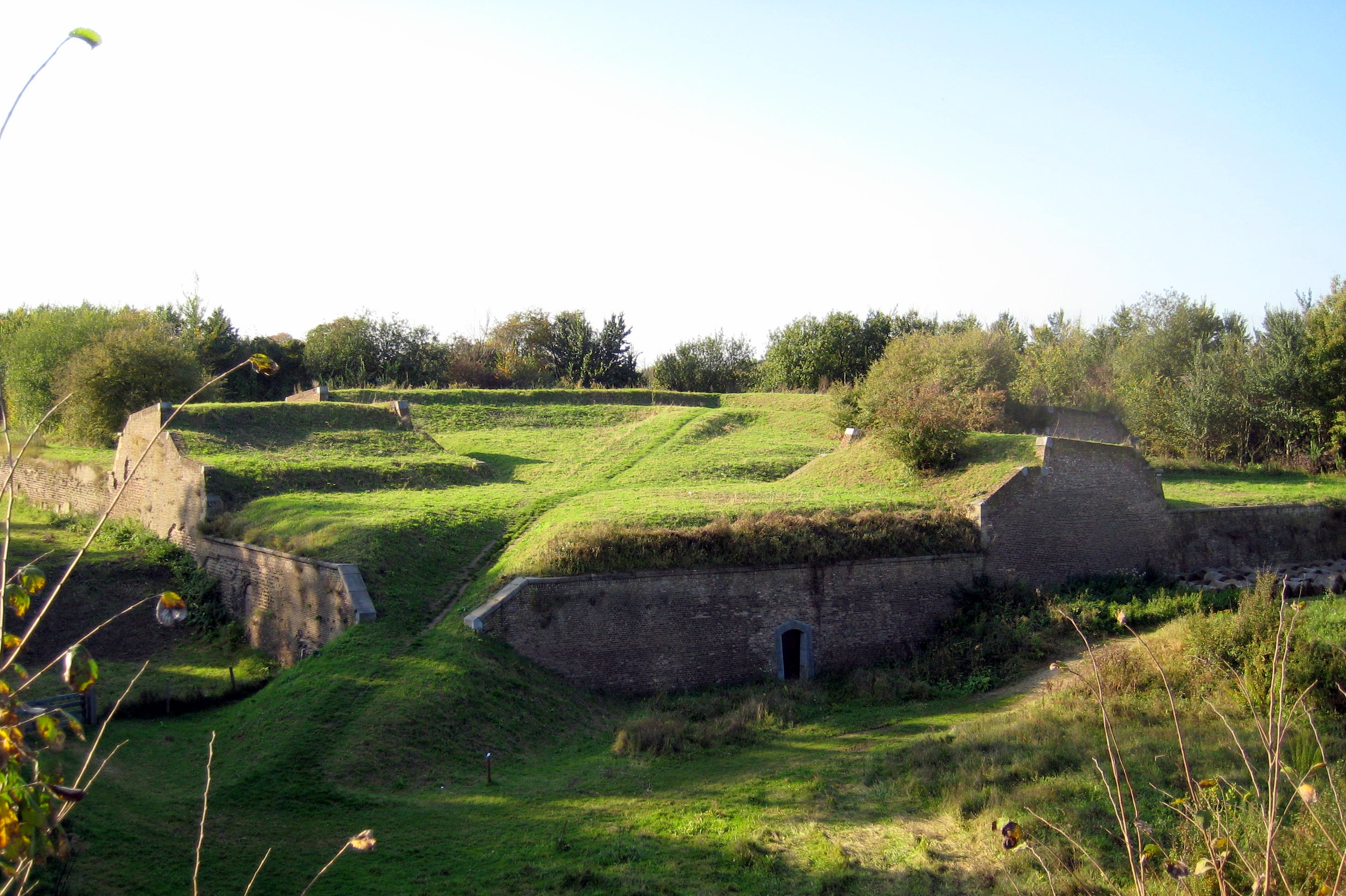
Linie van Dumoulin
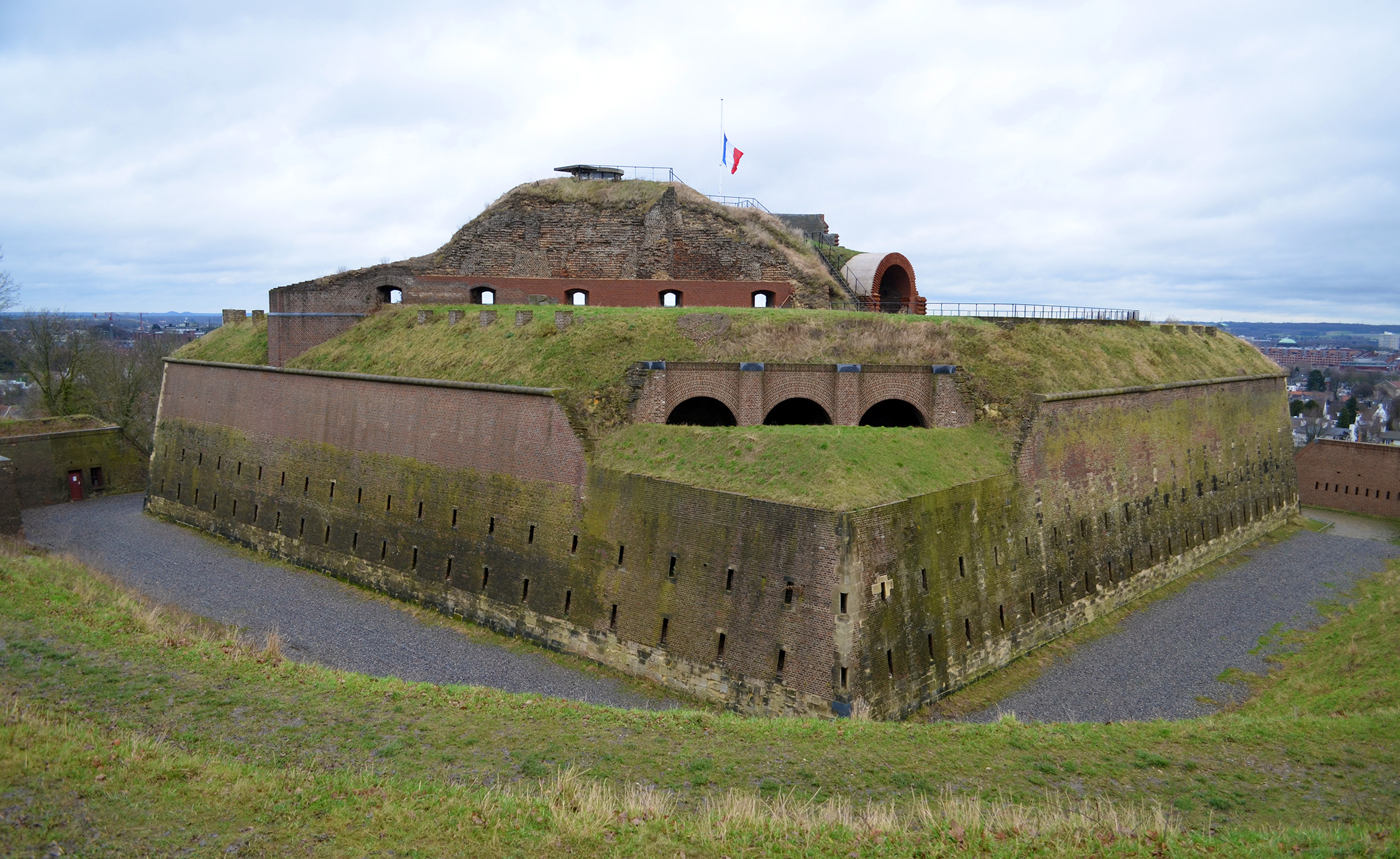
Fort Sint Pieter
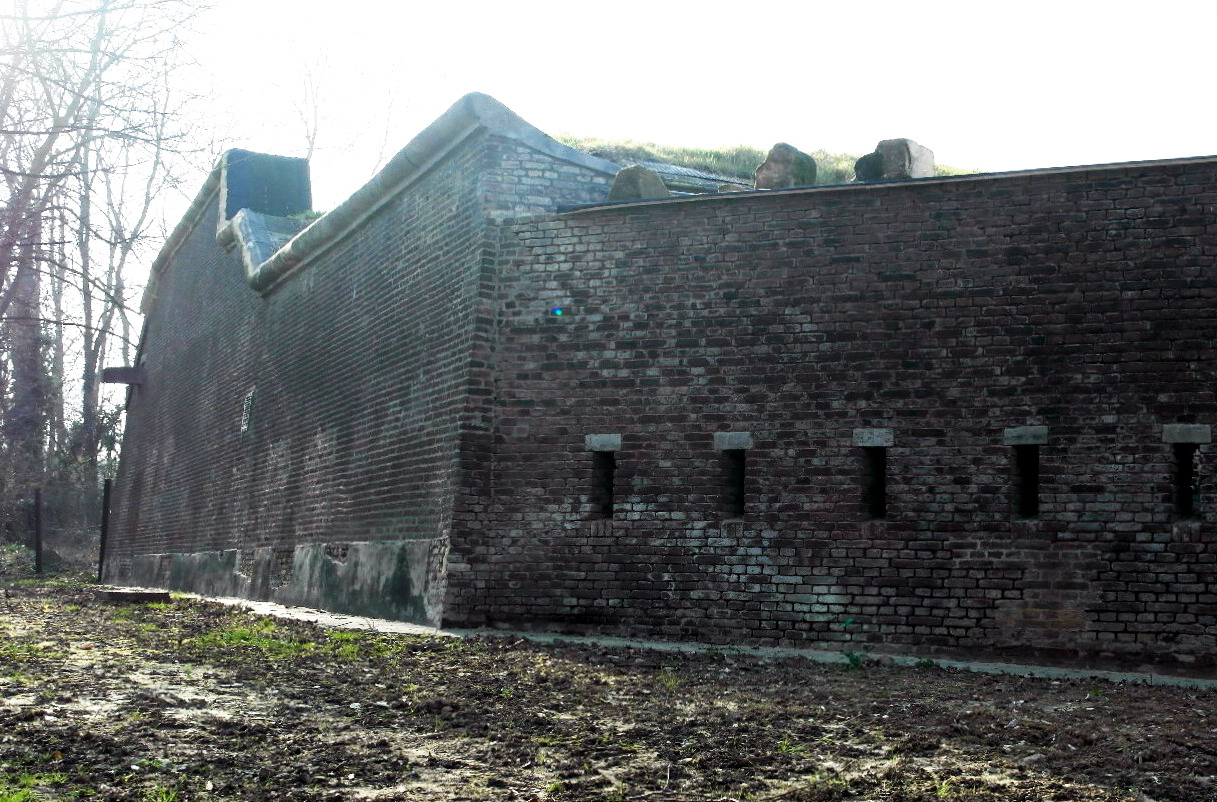
Fort Willem I

## Stichtingen en verenigingen
In 1976 werd de Stichting Maastricht Vestingstad (SMV) opgericht, die zich ten doel stelt de voor Nederland unieke vestingwerken te onderzoeken, behouden en restaureren. De SMV werkt nauw samen met de landelijk opererende Stichting Menno van Coehoorn. Met behulp van een groot aantal vrijwilligers inventariseert en documenteert de stichting alles wat met de Maastrichtse vesting te maken heeft, begeleidt de restauratie van de vestingwerken, onderhoudt contacten met overheden en andere instanties, verzorgt diverse publicaties (o.a. het tijdschrift Om de Vesting), lezingen en exposities, biedt rondleidingen door de vestingwerken aan, en bemant een eigen informatiecentrum in de Helpoort (sinds 2021 Vestingmuseum Maastricht). De werkgroep kazematten houdt zich speciaal bezig met het ondergrondse verdedigingsstelsel, waarin regelmatig rondleidingen plaatsvinden. Een andere werkgroep houdt zich bezig met het bouwen en bedienen van kanonnen en mortieren.

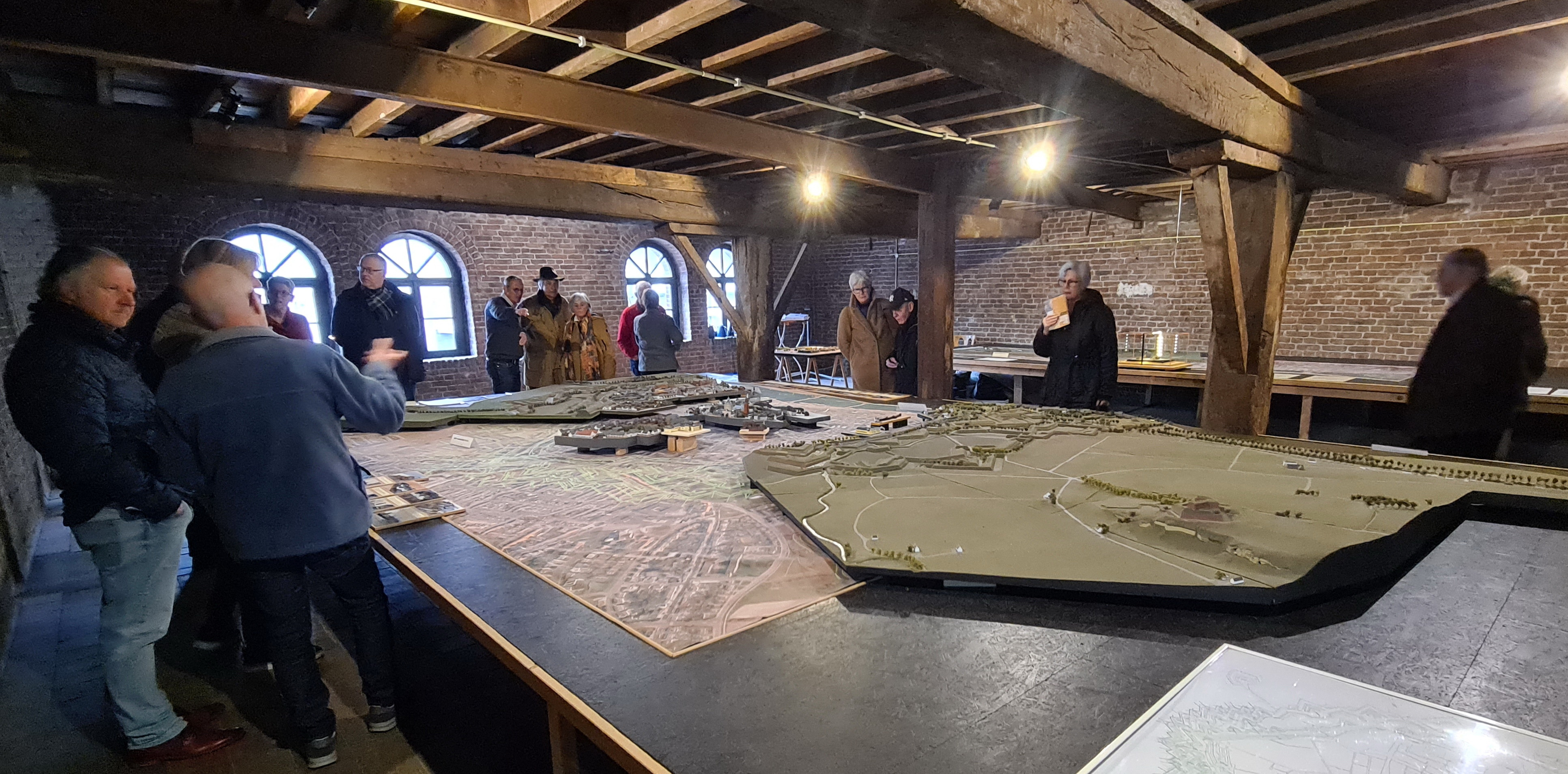
Open dag Stichting Maastricht 1867 in Stoombierbrouwerij De Keyzer, april 2023

De Stichting Maastricht 1867 werd in 1999 opgericht. Deze stelt zich ten doel om, in navolging van de achttiende-eeuwse maquette van Maastricht, een schaalmodel te bouwen van de negentiende-eeuwse stad en vestingwerken, zoals die tot 1867 bestonden. Het jaar 1867 is gekozen omdat toen de vestingstatus van Maastricht werd opgeheven en men spoedig daarna met de slechting van de vestinggordel begon. De schaal is 1:500. De deelmaquettes van de Nieuwe Bossche Fronten (2002), het zuidelijk inundatiegebied en het Fort Sint-Pieter (2003) behoorden bij de eerste onderdelen die opgeleverd werden.
Andere verenigingen en instellingen die zich bezighouden met het verleden van Maastricht als vesting- en garnizoensstad, zijn de werkgroep Schuilen in Maastricht (met een klein museum over schuilkelders in een caponnière van bastion Wilcke), de Vereniging Historische Artillerie Maastricht (opgericht in 2004 en gevestigd in de kazemat van bastion A), het Meestreechs Rizzjemint (opgericht in 1988 en gespecialiseerd in het ceremonieel wachtlopen), en de Maestrichtsche DienstDoende Stadsschutterij 1815 (een historische schutterij, die in 1980 werd heropgericht).
Sinds 1997 was de Helpoort te bezoeken als informatiecentrum over de geschiedenis van Maastricht als vestingstad. Op 25 september 2021 is het informatiecentrum na een volledige herinrichting heropend als Vestingmuseum Maastricht.